# Bunce Court School
Koordinaten: 51° 15′ N, 0° 47′ O
Die Bunce Court School in Otterden war die im Oktober 1933 begonnene Fortführung des von Anna Essinger mitgegründeten Landschulheims Herrlingen als Schule im Exil. Die neue Schule hieß ursprünglich New Herrlingen School, bekannt wurde sie unter dem Namen Bunce Court School. Sie wurde während des Zweiten Weltkriegs nach Trench Hall in der Nähe von Wem in Shropshire evakuiert. Zwei Jahre nach ihrer Rückkehr nach Otterden musste sie 1948 schließen.

## Vorgeschichte
Anna Essinger hatte 1926 unter maßgeblicher Beteiligung ihrer Schwestern Clara Weimersheimer und Paula Essinger das Landschulheim in Herrlingen gegründet.
Nach der nationalsozialistischen Machtergreifung sah Anna Essinger keine Zukunft mehr für eine Weiterführung des Landschulheims in Deutschland und bereitete in Übereinstimmung mit einem Großteil der Eltern die Verlagerung der Schule nach England vor. „Weder das [englische] Kultus- noch das Arbeitsministerium erhoben Einspruch dagegen, und das Innenministerium gab die erforderliche Genehmigung.“ Und Hanna Bergas ergänzt: „Die englische Regierung hatte es uns nicht schwer gemacht, eine Privatschule zu gründen; immerhin war es das Land der privaten Internatsschulen. Sie haben nur eine große Vorgabe gemacht: Nach sechs Monaten von der Gründung der Schule an sollten wir ebenso viele englische Mitarbeiter haben wie ausländische.“
Anna Essinger schloss einen Pachtvertrag für Bunce Court über sieben Jahre ab und begann im September 1933 mit einer Vorbereitungsgruppe die Herrichtung des Anwesens für den Schulbetrieb. Am 5. Oktober wurden in Dover 65 aus Deutschland herausgebrachte Kinder und ihre wenigen Betreuer in Empfang genommen und mit Bussen nach Otterden gebracht. Am 6. Oktober begann dort der Unterricht.

## Bunce Court
Anna Essinger beschreibt Bunce Court als einen „großen Herrensitz, der in einer zehn Hektar großen, wunderschönen Park- und Gartenlandschaft lag. Es gab ein paar Schuppen und ein Bauernhaus, und für die größeren Jungen war vor unserer Ankunft eine Hütte errichtet worden.“ Die Ankunft dort und den ersten Eindruck hat Hanna Bergas beschrieben:

„Wir bogen um die Ecke eines schwarzen, zweistöckigen Häuschens mit einem weiten Grasfeld dahinter, und einen Augenblick später standen wir vor einem großen Herrenhaus hinter einer hohen, dicken grünen Hecke und einer niedrigen roten Ziegelmauer, auf deren Torpfosten zwei große Kugeln aus weißem Stein thronten. Die Hecke war so groß, dass sie das tiefliegende Erdgeschoss verbarg, und erst als wir in den kurzen Weg, der zum Gebäude führte, einbogen, sahen wir die großen, quadratischen Schiebefenster – ihre Formen für uns noch ganz neu, aber bald schon sehr vertraut. Rechts vom Eingang sah man ein großes, hallenartiges Zimmer mit Kamin, das bei unserer Ankunft mit einer Anzahl langer Tischen ausgestattet war, die verheißungsvoll mit leuchtend gelben Tellern und Tassen gedeckt waren. Links war ein mittelgroßes Zimmer (im Moment nicht interessant). Ein paar Schritte führten zu einem breiten Korridor, von dem aus in alle Richtungen viele Türen abzweigten. So im Raum stehend, befanden wir uns am Fuße einer beeindruckenden, festlich aussehenden breiten Treppe. Sie bestand aus drei rechtwinklig zueinander angeordneten Teilen, hatte ein angenehm geschnitztes hölzernes Geländer und lud – natürlich – die Jugendlichen ein hinaufzulaufen. In wenigen Minuten schwärmten die Kinder durch alle drei Geschosse des Hauses, dieses Herrenhauses, das in früheren Jahren von einer Familie mit fünf oder sechs Dienern bewohnt worden war und nun seit mehr als zwei Jahren leer stand. Dieses Gebäude und seine Umgebung, große Grundstücke und eine Reihe von kleineren Häusern […] sollte für eine unbestimmte Zeit unser Zuhause werden.
Drei laute Schläge eines großen Messinggongs riefen die Kinder in den ‚Speisesaal‘, wo jeder einen Sitzplatz an einem der sieben fröhlich-gedeckten Tische fand – für die erste Mahlzeit in ‚Bunce Court‘, wie das Herrenhaus in der Gegend genannt wurde.“

Bunce Court war ein 1547 errichtetes Herrenhaus, das nach der Familie benannt war, die das Anwesen im 17. Jahrhundert erworben hatte: Es war „einst die Heimat von James Bunce, Sheriff von London und ein Stuart-Loyalist, der die Cromwell-Jahre im Tower verbrachte“. Anna Essinger zahlte für dieses Anwesen eine jährliche Pacht von 200 £, die in vierteljährlichen Raten zu entrichten war.

## Unterstützung durch die Quäker
Das von Anna Essinger zunächst nur gepachtete Anwesen musste kurz vor dem Ausbruch des Zweiten Weltkriegs gekauft werden. „Vor dem Kriegsausbruch im September 1939 teilte uns die Besitzerin von Bunce Court mit, daß sie, nach fast sieben Jahren, nicht bereit wäre, den auslaufenden Mietvertrag für das Haus zu verlängern. Sowohl von Komitees als auch von Freunden war bis dahin eine ganze Menge Geld in das Gut gesteckt worden, und man war der Meinung, es solle nun für die Schule aufgekauft werden. Dies wurde mit Hilfe einer schweren Hypothek getan.“

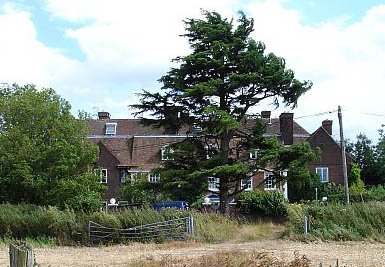
Bunce Court heute

Was hier im Unklaren bleibt, ist, wer sich hinter den „Komitees“ und den „Freunden“ verbirgt, die durch ihre finanzielle Hilfe die Existenz der Bunce Court School sicherten. In einer Anmerkung zu Anna Essingers zuvor zitiertem Text merkt der Übersetzer an: „Der Begriff «Freund» scheint zum Teil synonym für Quäker benutzt zu werden. (Quäker = «Gesellschaft der Freunde»)“ Bei Essinger selber gibt es keine Hinweise, die diese Deutung stützen, und auch Hildegard Feidel-Mertz spricht in ihrem Aufsatz über Exilschulen in Großbritannien nur vage vom „Quaker spirit“, der Anna Essinger stark beeinflusst habe. Überwiegend auf diese geistige Nähe zum Quäkertum stellt auch Judith Tydor Baumel-Schwartz ab, die materielle Hilfe durch die Quäker zwar behauptet, aber nicht weiter belegt: „Die Schulen waren daher von lokaler Finanzierung abhängig, einschließlich der Unterstützung durch private und religiöse Gruppen wie der Gesellschaft der Freunde. Zwei der Schulen – Bunce Court und Stoatley Rough – wurden in der Tat stark von Frauen der Quäker-Bewegung beeinflusst und unterstützt, was nicht nur eine Frage der Religion, sondern auch eine des Geschlechts widerspiegelt.“ In einer oft zitierten Studie geht auch Alan Major davon aus, dass Anna Essinger von gut betuchten Freunden in der Aristokratie und von britischen Quäkern unterstützt worden sei. Er verweist auf die Familie Bowes-Lyon, bleibt aber im Hinblick auf die Quäker ebenfalls sehr vage oder bezieht sich auf Iris Origo, ohne deren Aussagen zu konkretisieren. Auf der Seite der britischen Quäker-Organisation findet sich zu dieser behaupteten materiellen Unterstützung eine bestätigende, jedoch wenig vertiefende Aussage: „Anna Essinger, die Direktorin des Landschulheims Herrlingen in Baden-Württemberg, beschaffte von den britischen Quäkern Geld zum Kauf von Bunce Court in Kent.“ Wie groß der Anteil der Quäker im „Komitee der Freunde“ tatsächlich war, das die Anmietung und den Betrieb der Bunce Court School zu sichern half, muss offen bleiben. Hanna Bergas weist darauf hin, dass es die finanzielle Hilfe vieler Komitees gewesen sei, jüdischer wie solcher der Quäker, die den Ausbau der Schule erst ermöglicht hätten.

## Kulturelle Identität und neue Lebensgrundlage
Die Schule startete unter einem Namen, der die Erinnerung an das aufgegebene Landschulheim Herrlingen aufrechterhielt: New Herrlingen School. Erst 1936 erfolgte dann die Umbenennung in Bunce Court School. Feidel-Mertz sieht darin eine bewusste Anknüpfung an die Herkunft und ebenso an das kulturelle Erbe. Sie zitiert dazu aus einem Schulprospekt aus dem Jahr 1935, in dem es hieß: „Wir wollen ganz bewusst für die Kinder alles bewahren, was in der deutschen Sprache, Literatur, Kunst und Musik schön ist, aber nicht weniger bewusst ihnen auch helfen, viele Brücken in fremde Länder zu bauen.“ Vor dem Hintergrund verwundert es nicht, dass für lange Zeit die deutsche Sprache die inoffizielle Umgangssprache in der Schule war. Daran änderten auch die ständigen Ermahnungen nichts, Englisch zu sprechen, oder die Aufforderungen an die englischen Lehrer, vorerst nicht Deutsch zu lernen. Und die Dominanz der deutschen Sprache wurde auch nicht dadurch durchbrochen, dass fast der gesamte Unterricht in englischer Sprache gehalten wurde, oder in dem, was man für englische Sprache hielt: „Der gesamte Unterricht war in Englisch (einer Art davon), und wir sollten an dieser Sprache auch außerhalb des Klassenzimmers festhalten. Es war natürlich hoffnungslos, nicht zuletzt deshalb, weil das Personal selbst immer wieder in seine Muttersprache zurückfiel – oder in das seltsame Germglish, das sich daraus entwickelte. Eine meiner frühen Arbeitsaufgaben war in der Küche. Als Gretel Heidt, unsere Köchin, entdeckte, dass der Kochtopf, um den ich mich kümmerte, fast ohne Wasser war, schrie sie mich an, ‚shit some water in‘ - wodurch sie schütten (to pour) meinem sich erweiternden Wortschatz hinzufügte.“
Mehr oder weniger dem ‚Germglish‘ vorbeugend wurden die jüngsten Kinder in der Vor- und Grundschule bereits von einer muttersprachlichen Englischlehrerin unterrichtet, wodurch sie schon von Anfang an darauf trainiert werden konnten, die englische Sprache zu hören und zu gebrauchen. Und eine größere Bedeutung erlangte die englische Sprache ab 1935, nachdem vermehrt englische Kinder aufgenommen wurden. Denen sollte die Möglichkeit geboten werden, Deutsch wie an einer deutschen Schule zu lernen, was insgesamt zu einer Verbesserung der Zweisprachigkeit beitrug.
Eine gewisse gegenläufige Tendenz setzte 1943 ein, als sich Anna Essinger entschloss, eine muttersprachliche Anfängerklasse für deutsche und österreichische Kinder einzurichten, die zuvor bei Pflegeeltern gelebt und die deutsche Sprache völlig vergessen hatten. Gleichwohl betont sie, dass auch weiterhin der englischen Sprache, Literatur und Geschichte große Aufmerksamkeit im Unterricht geschenkt wurde:

„Wir hatten ein zweifaches Ziel: die Kinder spüren zu lassen, daß sich die menschlichen Werte trotz allem, was geschehen war, nicht geändert hatten; und daß die kulturellen Grundlagen der Kinder es wert waren, gepflegt zu werden, obwohl die Kinder von ihrer Heimat getrennt waren. Auf der anderen Seite mußten sie lernen, dem Leben in einem fremden Land erwartungsvoll entgegenzusehen, die Menschen zu schätzen, mit denen sie leben und sich verständigen mußten, und sich eine neue Lebensgrundlage zu schaffen. Es wurde für notwendig erachtet, den Kindern zu helfen, eine neue Haltung gegenüber dem Leben zu finden.“

## Religiöse Orientierung und jüdische Identität
Anna Essingers frühe Prägung durch die Quäker während ihrer Ausbildung in den USA ist unbestritten, und nach Leslie Baruch Brent blieb sie „bis zum Ende ihres Lebens eine agnostische Quäkerin“. Von diesem Quäkertum blieb an der Schule wenig spürbar. Hanna Bergas berichtet von einem schulischen Ritual, das sich in direkten Bezug zu Essingers Quäker-Tradition bringen ließ:

„Es gab Tische mit zehn, acht Kindern und ein oder zwei Erwachsene an jedem von ihnen. Jede Mahlzeit begann und endete mit einer Tischgemeinschafts-Zeremonie, jede Person, hinter seinem oder ihrem Stuhl stehend, hielt während eines Augenblicks des Schweigens die Hände seiner beiden Nachbarn. Anna Essinger hatte diesen Brauch von ihren Quäkerfreunden übernommen, und es war ein bewährter Weg, die oft sehr lebendige Stimmung der Kinder zu beruhigen; in guten Momenten hatte es auch die erhoffte Wirkung, ihnen das große Geschenk der Nahrung bewusst zu machen.“

 Ein weiteres Ritual, das an anderen Quäkerschulen als sonntägliche stille Andacht gepflegt wurde, in ähnlicher Weise aber auch an vielen Landschulheimen als wöchentlich wiederkehrende „Sonntagsansprachen“, waren in Bunce Court die Freitagabende.

„Von Anfang an sollten die Freitagabende einen festlichen Charakter haben. Nach der großen – und für mein Gefühl, übertrieben – Hausreinigung am Freitagnachmittag hatte sich die Leute saubere Kleider angezogen. Es gab frische Tischdecken, und es gab diese oder jene extra Köstlichkeit zum Abendessen hinzu. Jene Kinder, in deren zu Hause der Freitagabend in religiöser Weise gestaltet worden war, versammelten sich mit einem Erwachsenen, der das gleiche Verlangen hatte, in der Bücherei. Andere religiöse Feiertage wurden ebenso beachtet. Danach kommen alle zusammen für ein Gespräch oder eine Lesung oder, vorzugsweise, für etwas Musik. Jung und alt saß auf den Stufen der weiten Treppe, die mit ihren Windungen den Flügel auf dem Podest an ihrem Fuße umarmte.“

Sowenig dominant wie das Quäkertum im Schulalltag war, sowenig war es auch die jüdische Religion. Nach Feidel-Mertz hat Anna Essinger sich nie öffentlich mit dem Judentum identifiziert oder daraus ein religiöses Credo abgeleitet. Sie habe sich jedoch ihrer jüdischen Herkunft verbunden gefühlt und sich dabei ebenso im Einklang befunden mit den zentralen Grundsätzen einer jüdischen Ethik wie mit einem interkonfessionellen humanitären Ansatz.
Etwa zwei Jahre nach dem Start war die Bunce Court School gezwungen, sich des Themas Religion intensiver anzunehmen. Grund hierfür waren die Schüler selber. Sie waren aus Deutschland herausgebracht worden, weil sie Juden waren, doch vielen von ihnen war ihre eigene jüdische Herkunft nicht bewusst.

„Sie kamen meistens aus sehr assimilierten Familien, die mehr mit der Kultur des Landes vertraut waren, in dem sie lebten, als mit der Geschichte der Juden. Durch den Nationalsozialismus waren sie sich zum ersten Mal dieser Wurzeln bewusst geworden. Wir planten nicht, alle Kinder zu den religiöse Riten anzuhalten. Ich habe vorhin erwähnt, dass diejenigen, die es wünschten, eine Möglichkeit hatten, sie unter angemessener Anleitung wahrzunehmen. Wir hielten es aber für wichtig, daß sie alle etwas über die wesentlichen Ideen wußten, die die Juden über jahrhundertelange Widrigkeiten hinweg lebendig gehalten hatten. Deshalb führten wir für ältere und jüngere Kinder Kurse in jüdischer Geschichte ein; die wenigen nicht-jüdischen Kinder nahmen auch an ihnen teil. Die Jüngeren lernten Geschichten und Fakten; die Älteren wurden auch in die Lehren der Propheten eingeführt, an Denker wie Maimonides und Spinoza. Wir waren froh, die Augen der Jugendlichen für den spirtuellen Reichtum ihrer Vorfahren zu öffnen. Ich, die diese Kurse zu geben hatte, lernte mehr durch sie als jeder andere.“

 Die hier von Hanna Bergas beschriebene eher liberal-kulturelle Auseinandersetzung mit der jüdischen Geschichte muss auch gesehen werden vor der faktischen Zusammensetzung der Schülerschaft. Feidel-Mertz berichtet von 242 jüdischen Jungen und 190 jüdischen Mädchen, die zwischen 1933 und 1943 die Bunce Court School besucht haben. Diesen 432 jüdischen Schülern standen lediglich 87 Schüler gegenüber, die der Church of England angehörten und nur 6 katholische Kinder. Vor dem Hintergrund der überwiegend jüdischen Schülerschaft ist es naheliegend, dass auch die hebräische Sprache eine Rolle spielte, anfangs noch auf Wunsch einiger Eltern wohl eher eingebettet in die Besinnung auf die religiös-kulturellen jüdischen Wurzeln, später dann mehr praktisch im Hinblick auf ein zukünftiges Leben in Palästina, wo einige Eltern bereits lebten.
Leslie Baruch Brent weist darauf hin, dass Anna Essinger („TA“) viel Kritik dafür geerntet habe, „die Kinder nie darin bestärkt zu haben, ihren jüdischen Wurzeln treu zu bleiben und ihnen somit ihr jüdisches Erbe vorenthalten zu haben“. Dieser Vorwurf dürfte vor dem Hintergrund des zuvor Ausgeführten kaum gerechtfertigt sein. Er kam wohl auch eher aus einem Kreis stärker religiös orientierter Eltern, deren Kinder aber nur eine Minderheit unter der Schülerschaft der Bunce Court School gebildet hatten. Aus dieser Minderheit rekrutierte sich offenbar auch die Schar jener, die, wie oben schon erwähnt, die Freitagabende für eine stärkere religiöse Unterweisung nutzten. „Die Kinder, die aus religiösen Elternhäusern kamen, hatten an den Freitagabenden die Gelegenheit, Gottesdienste abzuhalten, aber sie wurden nicht sonderlich dazu ermutigt. […] Diese Gruppe war sehr klein und kam mir auf gewisse Weise verlassen vor. […] Die Kritik an TA mag gerechtfertigt gewesen sein, aber es lag einfach nicht in ihrer Natur, anders zu handeln.“

## Aspekte der Schul- und Unterrichtspraxis

### Praktisches Arbeiten als pädagogisches Konzept
Leslie Baruch Brent sieht Anna Essinger in der Tradition der Reformpädagogik und bescheinigt ihr ein großes Interesse an der von A.S. Neill gegründeten Summerhill-School bereits in ihrer Herrlinger Zeit. Sie habe zu Neill in Kontakt gestanden und diesen auch aufrechterhalten, „nachdem sie in Großbritannien angekommen war. Es hat auch mindestens ein Austausch von kleinen Schülergruppen stattgefunden.“: Ganz in dieser Tradition formuliert Anna Essinger als eines der wichtigsten Ziele der Schule, den Schülern beizubringen, „gemeinsam zu leben, gemeinsam zu planen und Dinge gemeinsam zu tun; sich zu ganzheitlichen Menschen zu entwickeln und andere Menschen zu achten, wie verschieden sie auch seien; ihre eigene Arbeit und die anderer zu achten; Dinge schätzen zu lernen, die es wert sind, und ohne all die banalen und kleinen Dinge auszukommen, an die viele Stadtkinder gedankenlos gewöhnt waren – dies waren die Ziele des Lebens in unserer Schule. Viele freie Betätigungen halfen, die Bedeutung dieser Ziele zu unterstreichen. Wir hatten das Glück, Lehrer zu haben, die nicht nur für die wissenschaftlichen, sondern auch für die künstlerischen Fächer begeistern konnten.“ Essinger führt dafür zahlreiche Beispiele an:
- In einer eigenen Werkstatt wurden die meisten Möbel für die Schulausstattung hergestellt, wobei die Jungen tatkräftig mithalfen. Zugleich war die Werkstatt wichtigste Produktionsstätte für Geschenke.
- Was den Jungen die Werkstatt, war den Mädchen das Nähzimmer. Hier wurde nicht nur geflickt und ausgebessert, sondern viele Mädchen stellten hier auch ihre eigene Unterwäsche und ihre Kleider her. Das Nähzimmer war eine weitere Produktionsstätte für Geschenke.
- „Ein keineswegs unwichtiger Teil dieser ganzen Ausbildung und der praktischen Arbeit besteht darin, sich um das Haus zu kümmern, was sowohl die Kinder als auch die Mitarbeiter tun: Putzen und Polieren und das Verschönern des Hauses insgesamt – keine kleine Aufgabe.“
- Jungen und Mädchen haben sich aktiv an der Gartenarbeit beteiligt, woraus einige Gärtner hervorgegangen sind.
- Gleiches gilt für die Küche. Aus der Mithilfe dort sind einige Köche hervorgegangen: die Jungen bei der Armee, die Mädchen in Krankenhäusern oder Restaurants.
- Ergänzend zu Anna Essinger weist Alan Major auf den großen Gartenbaubetrieb hin, der für die Selbstversorgung der Schule unterhalten wurde. Zu ihm gehörten beheizbare Gewächshäuser, mehrere Hundert Hühner, Schweine und eine Bienenzucht. Auch dieser Gartenbaubetrieb war in das System der praktischen Arbeit eingebunden, ergänzt nur durch Arbeiter aus der Gegend für die schweren Arbeiten.[35]

Anlässlich einer Schulinspektion wurde ein zwölfjähriger Junge, der aus Herrlingen mit nach England gekommen war, von einem der Inspektoren gefragt, ob er dort auch habe praktisch arbeiten müssen. „Nach kurzem Zögern antwortete der Jungen: ‚Wir haben dort auch einige praktische Arbeit getan, aber dort war das eine pädagogische Maßnahme, und hier ist es eine Notwendigkeit.‘ Es war dieses Bewusstsein ihrer Notwendigkeit, welches der praktischen Arbeit eine gewisse Würde verlieh; und dies half den neuen Kindern, von denen manche noch nie zuvor einen Besen gehandhabt hatten, ohne große Schwierigkeiten den anderen nachzueifern. Alle praktischen Arbeiten, ob in der Werkstatt, in der Küche oder im Garten, wurden als gleichwertig behandelt und genauso ernst genommen wie die theoretische Arbeit in der Schule.“
Die praktische Arbeit, die nach Essinger die Schulfamilie näher zusammengebracht hatte, war, wie der zitierte Junge erkannt hatte, eine Notwendigkeit, denn die Arbeit der Kinder trug wesentlich zu einem reibungslosen Funktionieren der Schule bei, sie war die Voraussetzung dafür, dass sie mit einem bescheidenen Schulgeld überleben konnte. Wie viel Vertrauen dabei wechselseitig im Spiel war und welche Energien dabei freigesetzt werden konnten, zeigt das „Elektrifizierungsprojekt“ von Richard W. Sonnenfeldt. Selbst noch keine 16 Jahre alt, organisierte er Anfang 1939 mit einer Gruppe von Jungen die Elektrifizierung des „Cottages“, in dem die jüngsten Kinder von Bunce Court wohnten und der Kindergarten sich befand. Dieses Haus konnte bislang nur durch Kerzenlicht oder mit Kerosinlampen beleuchtet werden.
Die Idee für diese Elektrifizierung ging von Sonnenfeldt selbst aus. Anna Essinger erlaubte die Durchführung, nachdem Sonnenfeldts Mathematik- und Physiklehrer „noch ein elektrisches Kabel verlegt hatte“.
Das Cottage lag etwa 400 Meter von einem Stromhäuschen entfernt. Die Jungen fällten Bäume für die Strommasten, entrindeten und imprägnierten sie, gruben die Löcher für die Masten, stellten diese auf und verlegten die Drähte. Alleine dafür benötigten sie mehrere Monate. Dann verlegten sie Kabel im Cottage selber, installierten dort die Leitungen und brachten die Fassungen und Glühbirnen an. „Das war vielleicht ein Jubel, als das Licht anging!“ Schlitzohrig merkt Sonnenfeldt an, dass er während des Elektrifizierungsprojekts von weniger beliebten Arbeiten wie Abwaschen und Putzen befreit war, er sieht in dem Projekt aber auch „ein Beispiel dafür, wie die Schule mit ihren minimalen Ressourcen uns ermutigte, unabhängig und erfinderisch zu sein“. Und ein später Triumph wurde ihm, der später Elektrotechnik studiert hatte, zuteil, als er 1961 noch einmal Bunce Court besuchte und dort immer noch die von ihm erstellten Masten und installierten Drähte vorfand.
Die praktischen Arbeiten hatten jenseits ihrer Notwendigkeit für das Funktionieren der Schule auch eine zutiefst pädagogische Funktion. Den Kindern wurde vermittelt, dass sie gebraucht wurden, und mit der Einsicht in die Notwendigkeit der Arbeit sollten sie auch die Einsicht dafür erwerben, dass Regeln in gewissen Situationen für das gemeinsame Zusammenleben ebenso notwendig sind. Diese aus Erfahrung gewonnene Disziplin war für Essinger nicht „die Disziplin einer Institution, sondern die einer großen Familie, in der man gegenseitig nachgibt. Obwohl man es oft und unter verschiedenen Aspekten versucht hat: eine förmliche Selbstverwaltung mit Präsidenten, Parlament und Ausschüssen hat nie wirklich funktioniert. In der Praxis haben die Kinder jedoch recht viele Pflichten übernommen, und sie haben gelernt, ihr Leben innerhalb des Rahmens des Ganzen und mit Hilfe der Mitarbeiter selbst zu organisieren.“
Die praktische Arbeit als tägliches Programm begann nach Hanna Bergas nach der Mittagspause um 14:30 Uhr. Alle, Schüler und Lehrer, trafen sich an einem Anschlagsbrett, an dem die anstehenden Arbeiten ausgehängt waren. Die nächste Zeit, eine Stunde bis anderthalb Stunden, beteiligten sich alle an den zu erledigenden Aufgaben, wobei es, soweit es die physische Konstitution zuließ, keine Unterscheidung in den Anforderungen gab, denen sich Jungen oder Mädchen stellen mussten.

### Schulischer Alltag
Der Tag in Bunce Court begann um 7 Uhr in der Früh mit 10 Minuten Gymnastik. Um 7:45 Uhr gab es Frühstück, und danach mussten die Betten gemacht und die Schlafräume und Flure gereinigt werden. Ältere Schüler halfen bei diesen Arbeiten und beaufsichtigten sie. Um 9 Uhr rief die Schulglocke zum Unterricht. Dieser startete um 9:10 Uhr und dauerte bis um 12:45 Uhr.
Die Schule hatte 1933 mit altersgemischtem Gruppenunterricht zu arbeiten begonnen. Das stand im Widerspruch zum englischen Schulsystem und den dort üblichen altershomogenen Klassen. Die Bewährungsprobe für diesen Unterrichtsstil kam im Juni 1934, als 13 Kinder aus der Gruppe der von Herrlingen mitgekommenen Schüler ihre Abschlussprüfung (London Matriculation) ablegen sollten. Neun der Kinder bestanden die Prüfung, drei davon mit Auszeichnung: „Das war für uns eine große Ermutigung. Bis dahin waren wir uns nicht ganz sicher gewesen, wie gut wir den Anforderungen des englischen Schulsystems genügen konnten. Wir hatten in Gruppen gearbeitet, entsprechend der Bedürfnisse der einzelnen Kinder, von denen nicht alle von unserer eigenen Schule gekommen waren; einige waren von Schulen gekommen, deren Unterricht nur sehr wenige Grundkenntnisse in der englischen Sprache vermittelt hatte. Um den Lehrkörper nicht zu überlasten, beschlossen wir jedoch, mit Beginn des zweiten Jahres das englische System der Schulklassen zu übernehmen – mehr oder weniger den Altersgruppen entsprechend.“
Bei den Unterrichtsinhalten gab es offenbar weniger Anpassungsprobleme. Englische Sprache und Literatur hatten eine hohe Priorität, und daneben wurden die üblichen Fächer unterrichtet. 1937 verfügte die Schule erstmals über ein komplettes Lehrpersonal, zwei deutsche und vier englische Lehrer, sowie vier deutsche Lehrerinnen und eine englische Lehrerin. Eurythmie und Hebräisch wurden von Gastdozenten unterrichtet. Das Personal wurde ergänzt durch einen Gärtner, einen Schreiner, eine Hauswirtschafterin, eine Krankenpflegerin, eine Sekretärin und einen Buchhalter.
Leslie Baruch Brent beschreibt das Unterrichtsniveau als grundsätzlich hoch und in den Geisteswissenschaften auch weitgefächert. Vernachlässigt worden seien allerdings die Naturwissenschaften. „Die Schule verfügte weder über die finanziellen Mittel, um Labore einzurichten, noch gab es Lehrer für naturwissenschaftliche Fächer (außer für Biologie); Chemie und Physik wurden nicht unterrichtet. Daher ist es recht ungewöhnlich, dass viele Schüler später Naturwissenschaften oder Medizin studiert und sich in ihren jeweiligen Bereichen einen Namen gemacht haben.“ Brent selbst ist 1942 in Trench Hall bei der Abschlussprüfung in Mathematik durchgefallen und musste die Prüfung wiederholen. Er wurde dennoch ein berühmter Immunologe.
Zum erweiterten schulischen Angebot gehörten ein kleines Orchester, ein Schulchor und Arbeitsgemeinschaften, die sich vor allem der künstlerischen und musischen Bildung widmeten. Unter der Anleitung eines Erwachsenen gab es Gruppen, die sich mit der Fotografie, dem Modellbau, der Musik, dem Zeichnen und der Malerei beschäftigten. Die Gruppentreffen fanden am Samstagabend statt, sie waren aber auch in der Vorkriegszeit Teil der gesellschaftlichen Aktivitäten jener Schüler, die daran interessiert waren, Kunst in Galerien kennenzulernen oder Konzerte zu besuchen. Ergänzt wurde dieses Angebot durch eine thematisch breitgefächerte Schulbibliothek, die auch einen Bestand an britischen Klassikern umfasste. Außerdem gab es eine Bibliothek im Lehrerzimmer und einige private Bibliotheken einzelner Lehrkräfte, aus denen sich die Schüler ebenfalls Bücher ausleihen konnten. Einmal im Monat kam ein Kraftwagen des mobilen Bücherservices des Kent County Council vorbei, der den Kindern die Auswahl aus weiteren 1000 Büchern ermöglichte.
Wie schon erwähnt, begann der Tag in Bunce Court mit zehn Minuten Gymnastik, der im Freien stattfand. Doch wie Hanna Bergas auch anmerkt: „Diese Übungen waren in all diesen Jahren sehr verhasst; dennoch, es war so gesund, dass Ausreden nur in gut begründeten Fällen akzeptiert wurden.“, Die Abneigung gegen den Frühsport scheint auch nicht geringer geworden zu sein, nachdem schon bald eine Baracke in einen trockenen und beheizbaren Gymnastikraum ausgebaut werden konnte denn auch der erst mit den Kindertransporten an die Bunce Court School gekommene Leslie Baruch Brent wusste noch davon zu berichten, dass der Lehrer Hans Meyer „nicht von jedem Kind gemocht [wurde], da er über die frühmorgendlichen Gymnastikübungen unter freiem Himmel waltete, die vielen verhasst waren“. Doch auch Anna Essinger war der Meinung, dass der körperlichen Entwicklung der Kinder eine besondere Beachtung zukäme, weshalb sie Sportstunden als regulären Teil des Lehrplans befürwortete. Allerdings: Sport war nach ihrem Verständnis eher Spiel denn hartes Training, und: „Die Kinder waren nie verpflichtet, sich an den Spielen zu beteiligen. Ein Nachmittag pro Woche wird immer für Spiele freigehalten, an den Wochenenden werden diese von Jungen und Mädchen richtig gehend organisiert. Das jedes Jahr am Pfingstmontag stattfindende Sportfest ist an der Schule zu einer festen Einrichtung geworden. Meist findet – allerdings eher zwischen Gruppen als zwischen einzelnen – ein harter Wettkampf statt, an dem sich regelmäßig auch ehemalige Schüler beteiligen.“ „In Michael Tredes Erinnerungen findet sich allerdings eine etwas nüchterne Betrachtung des Sports: Allen hehren pädagogischen Prinzipien zum Trotz – herrschte hier ein gesunder Wettbewerb. Das Mitmachen war schön. Gewinnen schöner.“
Der Sport war aber auch eine gerne genutzte Möglichkeit, mit der Nachbarschaft in Kontakt zu kommen, indem etwa Fußball- oder Hockeyspiele gegen Mannschaften von außerhalb der Schule stattfanden.
Weder bei Anna Essinger noch bei Hanna Bergas wird die Koedukation thematisiert. Leslie Baruch Brent, der dies tut, hält gleichwohl das sexuelle Leben an der Schule trotz des engen Zusammenlebens von Jungen und Mädchen für erstaunlich harmlos. Es habe Liebesbeziehungen gegeben, auch heimlich nächtliche Spaziergänge, aber niemals die Schwangerschaft einer Schülerin. „Sexualkunde schien in Bunce Court nicht zu existieren, außer vielleicht für einige der älteren Mädchen. Ein paar von uns Jungen wurde von unserer tollkühnen Schulleiterin geraten, dass wir eine kalte Dusche nehmen sollten, falls wir jemals ein sexuelles Bedürfnis verspüren würden. Ein wirklich großartiger Ratschlag!“ Auf diesen indifferenten Umgang mit dem Thema Sexualität weist auch Richard W. Sonnenschein, der eine „Klosterzelle“ im Haus der älteren Jungen bewohnte, über das der Geschichtslehrer Horowitz die Aufsicht führte. „An Schultagen mussten wir um neun Uhr abends auf unseren Zimmern sein und samstags und sonntags um elf Uhr. Betty Macpherson und ich blieben oft länger draußen und schlichen uns dann in unsere Zimmer, sie ins Haupthaus und ich in meine Zelle. Mr. Horowitz tat immer so, als merke er es nicht.“ Slapstickhaft ist seine anschließende Schilderung eines Besuchs seiner Freundin Betty bis nach der Sperrstunde, in den zufällig Anna Essinger hineinplatzte. Freundin Bettys schnell arrangiertes Versteck im Schrank blieb nur deshalb unbemerkt, weil die stark kurzsichtige Anna Essinger verräterische Details übersah. Nach Michael Trede „funktionierte die ko-edukative Erziehung vorbildlich. Die Mädchen waren unsere gleichwertigen Kameraden in der Schulklasse, bei der praktischen Arbeit und bei allen Geländespielen.“ Dennoch ging auch in „dieser ko-edukativen Gemeinschaft der umtriebige Amor seinen Geschäften nach. Ehen wurden geschlossen, Ehen gingen auseinander. Aber das betraf nur die Lehrer“.

### Schulische Erfolge
Die Schule stand unter regelmäßiger Beobachtung durch staatliche Schulinspektoren, was aber offenbar niemals zu ernsthaften Konflikten geführt hat. Alan Major zitiert ausführlich einen Inspektionsbericht aus der Vorkriegszeit, dessen Beanstandungen nicht dem unterrichtlichen Geschehen galten, sondern überwiegend den räumlichen und sanitären Bedingungen an der Schule, die aber, so Major, schon damals deutlich besser waren als die an einer durchschnittlichen Kenter Dorfschule. Das abschließende Urteil fällt dennoch positiv aus: „In mehrfacher Hinsicht bleibt die Schule hinter den üblichen Anforderungen zurück. Aber sie hat gewisse Eigenschaften, die angesichts ihrer besonderen Natur und ihres Umfangs besonders wertvoll sind. Die Bedingungen, unter denen sie geführt wird, zeugen von der Ernsthaftigkeit und Geradlinigkeit der Ziele für die Durchführung der Arbeit. Schwierigkeiten wurden im richtigen Geist als Chancen für Initiative, gegenseitige Hilfe und frohgemutes das Beste daraus machen behandelt. Das natürliche Gemeinschaftsleben und der Geist der Freundlichkeit, die zu sehen waren, sind gut geeignet, den nachteiligen Auswirkungen von weniger glücklichen Erfahrungen aus der Vergangenheit entgegenzuwirken. Die Persönlichkeit der Direktorin spielt eine große Rolle dabei, der Schule ihren attraktiven Charakter zu geben.“
Die Schule war sehr stolz darauf, dass sie bereits 1934 ihre ersten Schüler erfolgreich durch die externe Abschlussprüfung führen konnte. Die Schulinspektion von 1935 fiel so positiv aus, dass sogleich beantragt wurde, eine eigene Prüfungskommission für die Abschlussprüfung einrichten zu dürfen, was den Schülern die Prüfungen an Londoner Schulen ersparen sollte. „Im Jahr 1937 wurde das gewährt, eine große Anerkennung der Qualität unserer Arbeit und eine willkommene Vereinfachung und Ermutigung für unsere jungen Prüfungskandidaten.“
Der Stolz über die erreichten Ziele zeigt sich darin, wie Anna Essinger davon berichtet, dass das jährliche Erntedankfest auch dazu genutzt wurde, die erzielten Prüfungsergebnisse öffentlich zu würdigen und zu feiern. „Bei aller Bescheidenheit müssen wir doch anerkennen, daß sie es wert waren, gefeiert zu werden. Mehrere Male fiel überhaupt niemand durch, meistens nur wenige. Außer den Examen für das «School Certificate» und die «London Matriculation» machten unsere Kinder Prüfungen in Hauswirtschaftskunde und legten die technischen Examen der «City and Guilds of London» als Damenschneiderin und als Zimmermann bzw. Tischler ab.“ Auch Leslie Baruch Brent attestierte der Schule ein erfolgreiches Arbeiten: „Wenn man die Schule hinsichtlich der beruflichen Werdegänge ihrer Schüler bewertet, war sie eindeutig ungeheuer erfolgreich. Mir fällt kein ehemaliger Schüler ein, der kein achtbares und ertragreiches Leben geführt hat; viele haben sich hervorgetan und sind ausgezeichnet worden. Es gibt zahlreiche Professoren und Doktoren, unter ihnen auch viele Frauen.“ Eine akademische Karriere war jedoch nicht das primäre Ziel, auf das Anna Essinger hingearbeitet hat: „Wir versuchten von Anfang an, den Kindern klarzumachen, daß ein Universitätsstudium nicht nur schwierig, sondern in einigen Fällen unmöglich wäre, aber selbst wo es finanziell möglich war, hielten wir es für unklug, sich in dieser Weise zu spezialisieren. Unser Leben in der Schule ließ sie erkennen, daß man auch an anderen Tätigkeiten Freude finden kann.“

### Außenkontakte
Der Sport als Möglichkeit, die Schule nach außen zu öffnen, wurde bereits erwähnt. Noch zielgerichteter wurde das mit dem jährlichen Tag der offenen Tür angestrebt. Im Juli 1934 fand diese Präsentation erstmals statt, deren Höhepunkt eine Aufführung des Stückes Der Frieden von Aristophanes in englischer Sprache war. „Das Anfertigen der Kostüme und Masken nahm einen großen Teil der Zeit der Mitarbeiter und Kinder in Anspruch. Die Proben wurden mit großer Aufregung verfolgt; einige von uns waren ziemlich skeptisch, ob die Schauspieler mit ihrem nürnbergischen, schwäbischen oder rheinischen Dialekt Aristophanes in gutem Englisch aufführen könnten, und der Dialekt kam trotz aller Proben durch.“ Unter den etwa 250 Besuchern befand sich auch Lord Samuel, der eine Ansprache hielt.
Hanna Bergas liefert eine Begründung dafür, warum derartige Veranstaltungen für die Schule wichtig waren: „Wir wollten unseren vielen Sponsoren, die weiterhin freundlich und großzügig zur Schule waren, unsere Dankbarkeit aussprechen. Wir waren stolz darauf, ihnen zu zeigen, dass wir die schöne Umgebung, in der wir lebten, gut zu nutzen wußten. Wir wollten uns besser mit unseren Freunden draußen bekannt werden. Und wir waren überzeugt, dass Festivals, die die Freuden und Mühen des Alltags übertreffen, von tiefem Wert für die menschlichen Seelen sind.“
Der Erfolg der ersten Veranstaltung führte dazu, dass die Schule in Eigenregie, unterstützt von befreundeten Architekten und Architekturstudenten, ein Freilicht-Theater in Form eines kleinen Amphitheaters mit 300 Sitzplätzen baute. Hier wurde in den Folgejahren eine breite Palette von Stücken aufgeführt, „für die die Kostüme und Requisiten, die elektrische Beleuchtung und alle technischen Einrichtungen von Jungen und Mädchen geplant und ausgeführt [wurden], bei Bedarf mit Hilfestellung seitens der Lehrer.“ Essinger erwähnt, dass vielen dieser Veranstaltungen hochrangige Persönlichkeiten der englischen Gesellschaft beigewohnt hätten.
Auf einen positiven Nebeneffekt der Tage der offenen Tür macht Feidel-Mertz unter Berufung auf ein Schulprospekt aufmerksam. So seien auf diese Weise Kontakte entstanden zwischen englischen Familien und den Kindern, die dazu geführt hätten, dass etliche Kinder eingeladen worden seien, ihre Ferien mit diesen Familien zu verbringen. Manche dieser Kontakte hätten auch dazu beigetragen, dass die Geschwister oder Eltern der Kinder noch nach England hätten emigrieren können.
Eine besondere Aufführung, die auch Hanna Bergas ausführlich beschreibt, war die von 1939, bei der Mozarts Oper Die Zauberflöte zur Aufführung kam. Mit der Zauberflöte wurde die Schule von Hewlett Johnson eingeladen, das Stück für einen gemeinnützigen Zweck im Kapitelsaal der Kathedrale von Canterbury aufzuführen.
Die Schule war nicht nur bemüht, nach außen zu wirken, sondern auch darum, Gäste von außen in ihre Arbeit einzubeziehen. So wurden immer wieder Mitglieder der Workers’ Education Association, einer englischen Erwachsenenbildungsorganisation, zu Vorträgen über die verschiedenen Aspekte des Lebens in England eingeladen. Ein weiterer Kooperationspartner war die League of Nations Union (LNU), die sich für den Frieden zwischen den Nationen auf der Grundlage der Ideale des Völkerbundes einsetzte. Ein Ableger der LNU existierte an der Schule und ältere Schüler beteiligten sich an Nansen Camps, wodurch langanhaltende Freundschaften entstanden seien.

### Nachschulische Betreuung
Wie oben ausgeführt, haben bereits 1934 die ersten Schüler, die aus Deutschland mit nach Kent gekommen waren, ihre Abschlussprüfungen abgelegt. Ihre Schulzeit war damit zu Ende, aber eine Perspektive außerhalb der Schule eröffnete sich für viele dadurch nicht. Vielfach gab es niemand, der sich um sie kümmern konnte, am wenigsten die eigenen Eltern, die entweder noch in Deutschland lebten oder von dort aus ihre eigene Emigration vorbereiteten. Anna Essinger, die ausführt, dass es von Anfang an klar gewesen sei, dass sich die Schule dieser Verantwortung stellen müsse, war nach Hanna Bergas diejenige, die sich dieser Aufgabe mit großer Umsicht gestellt habe. Sie nutzte ihre Verbindungen zu den Hilfskomitees und zu Einzelpersonen, um Unterstützung zu organisieren. „Sie fand Stipendien für die Ausbildung oder für das Studium, Familien oder Jugendherbergen, in denen die Jugendlichen leben konnten. Au-pair-Stellen wurden arrangiert; und ein- oder zweimal gab es einen Onkel in Amerika, zudem jemand gehen konnte. Die Interessen und Fähigkeiten der Studenten wurden bei der Berufswahl soweit wie möglich berücksichtigt, aber Probleme finanzieller Art oder wegen offener Stellen erlaubten es nicht immer, die erste Wahl zu realisieren. […] Es kann dankbar gesagt werden, dass die Mehrheit – während der ganzen Jahre der Existenz der Schule – erfolgreich starten konnte. Es gab keinen einzigen ehemaligen Bunce Courtianer, der nicht etwas Lohnendes und Befriedigendes lernte oder arbeitete.“
Nach Anna Essinger war in den Vorkriegsjahren die Suche nach Unterkunftsmöglichkeiten für die Absolventen trotz der schwierigen Arbeitsmarktlage das größere Problem. Mit Kriegsbeginn, die Männer mussten zum Militär, verbesserten sich dann die Chancen auf einen Ausbildungs- oder Arbeitsplatz.
Für viele der Ehemaligen blieb die Bunce Court School weiterhin ein wichtiger Bezugspunkt. Sie verbrachten hier ihre Wochenenden oder ihre Ferien, Bunce Court blieb ihr Ersatz-Elternhaus. „Diese Besuche gaben ihnen Rückhalt; sie diskutierten Probleme mit uns, die in ihrem Leben entstanden waren, und sie waren auch eine große Hilfe für uns und unterstützten uns bei Bedarf bei der Arbeit.“

### Finanzen
Es wurde bereits erwähnt, dass es wenig Klarheit darüber gibt, woher die finanziellen Mittel stammten, die den Aufbau und den Unterhalt der Bunce Court School möglich gemacht haben. Es ist immer mal wieder von Komitees die Rede, von Quäker-Komitees oder jüdischen Komitees, auch von einzelnen Personen aus der englischen Gesellschaft, doch exakte Informationen fehlen. Die Geldbeschaffung scheint überwiegend oder ausschließlich Anna Essingers Aufgabe gewesen zu sein, und offenbar ist es ihr in Notsituationen immer wieder gelungen, noch in letzter Minute Sponsoren zu finden und Spenden einzuwerben. Alan Major fasst diese Situation wie folgt zusammen:

„Leider war sie keine Geschäftsfrau. Alle ihre Schulen waren ständig in finanziellen Schwierigkeiten. Ihre persönliche Gleichgültigkeit gegenüber Geld wird daraus ersichtlich, dass ihr Nettoeinkommen das niedrigste aller Mitarbeiter war. Jeder verdiente im Jahr 1936 £9 pro Monat, zuzüglich Unterkunft und Verpflegung, egal, ob Gärtnerjunge oder erwachsener verheirateter Lehrer. Davon mussten die Versicherungsbeiträge abgezogen werden, aber da die Direktorin selbstständig war, waren ihre Beiträge die höchsten und es gab noch die Einkommensteuerpflicht. Während der gesamten Existenz der Schule erhielten die Mitarbeiter wegen der eingeschränkten finanziellen Mittel wenig mehr als ein Taschengeld, blieben aber eine für die Interessen der kleinen Gemeinschaft, zu der sie gehörten, sehr engagierte Gruppe von Menschen.“

Den permanenten finanziellen Problemen versuchte die Schule auch dadurch zu begegnen, dass sie ab 1935 Schulgeld zahlende englische Schüler aufnahm. Das war auch deshalb notwendig, weil es immer schwieriger wurde, für die deutschen Schüler Schulgeld aus Deutschland zu transferieren, die Schule aber in Notfällen weiterhin neue Kinder aus Deutschland aufnahm, auch wenn deren finanzielle Sicherheit nicht gewährleistet war. Anna Essinger spricht davon, dass immer zehn oder zwölf Kinder mitgetragen werden mussten, deren Finanzierung ungewiss war. In den meisten Fällen habe sich dafür nachträglich noch eine Lösung gefunden, doch in einigen Fällen sei die Schule auch auf dem ausstehenden Schulgeld sitzen geblieben. Dies sei allerdings mehr ein moralisches denn ein finanziell bedrohliches Problem gewesen, weil diejenigen Eltern, die sich um die Zahlung des Schulgeldes gedrückt hätten, ja um die schwierige finanzielle Situation der Schule gewusst hätten und so Schwierigkeiten für die Schule in Kauf nahmen. „Wir waren alle der Überzeugung, daß eine Schule kein gewinnbringendes Geschäft sein sollte, aber mehr und mehr wuchs auch die Überzeugung, daß uns ein bestimmtes Maß an Sicherheit beim Planen und beim Aufbau der ständig wachsenden Gemeinschaft helfen würde.“
Nach Alan Major betrug das jährliche Schulgeld 100 £, aber die meisten Schüler hätten nur 75 £ gezahlt. Für diejenigen, die aus den unterschiedlichsten Gründen überhaupt kein Schulgeld hätten zahlen können, sei häufig das Jewish Refugee Welfare Centre oder das Inter-Aid Committee for Children from Germany eingesprungen.
Leslie Baruch Brent noch stärker angespannte finanzielle Situation der Schule nach dem Ausbruch des Zweiten Weltkriegs. Anna Essinger habe der auch dadurch entgegenzuwirken versucht, dass sie bezahlte Vorlesungen gehalten habe. Dadurch wiederum seien viele Kontakte entstanden, die zu einer Ausweitung des Unterstützerkreises beigetragen hätten.

## Chronologie der Schulentwicklung
Die Bunce Court School hat in ihrer fünfzehnjährigen Geschichte eine wechselvolle Entwicklung durchlaufen, die nicht zuletzt durch die politischen Veränderungen in Europa und durch den Zweiten Weltkrieg beeinflusst war. Es gibt deshalb eine Vorkriegsgeschichte der Schule und eine Kriegs- und Nachkriegsgeschichte. Ein einschneidender Punkt war die Evakuierung der Schule während des Zweiten Weltkriegs.

### 1933 bis zur Evakuierung 1940
Zu dem im Oktober 1933 bezogenen Bunce Court gehörte das Herrenhaus mit über 40 Zimmern, eine 10 Hektar große Park- und Gartenlandschaft, ein paar Schuppen und ein Bauernhaus. Die ersten beiden Monate waren dazu bestimmt, Ställe in Schlafräume auszubauen, Telefonkabel zu verlegen und Möbel herzustellen oder zu reparieren – immer in gemeinsamer Arbeit von Schülern und Erwachsenen. Von einem Komitee der Freunde war für 20 Jungen eine würfelförmige Hütte errichtet worden.
Mitten in dieser Aufbau- und Einrichtungsphase ereignete sich im November 1933 ein Todesfall: Ein älterer Junge erkrankte an Kinderlähmung und starb nach drei Tagen. Das führte dazu, dass im anschließenden Frühjahr eine Krankenstation gebaut wurde. „Ein kleiner Bungalow wurde etwa 400 Meter vom Haupthaus entfernt gebaut. Dessen große Fenster waren der Wiese im Süden zugewandt. Er enthielt fünf Zimmer mit je einem oder zwei Betten, einen mittelgroßen Gemeinschaftsraum im Zentrum, ein Zimmer für die Krankenschwester, Küche und Bad. Anna Essingers Schwester, eine ausgebildete Krankenschwester, hatte dort ihr Quartier dort und war hier zuständig. Die ‚Isolierstation‘, wie sie genannt wurde […] war eigentlich sehr nützlich: sie hat uns geholfen, Epidemien zu vermeiden.“ Dank dieser Krankenstation war in den Folgejahren die Krankheitsquote unter den Bewohnern von Bunce Court sehr gering, doch sie erfüllte bald auch noch einen anderen Zweck: „Kinder und Erwachsene benutzten das Sanatorium oft, um sich darin übers Wochenende auszuruhen, und schwächliche Kinder verbrachten dort gleich nach ihrer Ankunft häufig mehrere Wochen, bis sie bereit und in der Lage waren, mit den anderen zu leben.“
In den Anfangsmonaten fand der Unterricht im Speisesaal des Haupthauses statt, in der Bibliothek und in größeren Schlafräumen. Dies erwies sich wegen der damit verbundenen ständigen Umräumerei als unzweckmäßig, und außerdem wuchs die Schülerzahl rasch an. So wurden schon 1934 in gemeinsamer Arbeit drei neue Klassenräume gebaut und ein Schlafhaus analog dem für die Jungen auch für die älteren Mädchen. Nach Anna Essinger wurden diese Maßnahmen durch die großzügige Hilfe des Women’s Appeal Committee ermöglicht.
Dieser Prozess der ständigen Erweiterungen und Ausbauten zog sich als Kontinuum durch die gesamte Schulgeschichte. 1943, während der Evakuierung der Schule, ging es so weiter wie in den Anfangsjahren. „Häuser sind genauso wichtig wie kleinere Dinge […] Nicht zufällig ist die Werkstatt vielleicht der am besten ausgestattete Ort der Schule.“
Wie eingangs erwähnt, hatten die englischen Behörden der Schule nur eine Auflage gemacht: Sie sollte sechs Monate nach der Gründung ebenso viele englische Mitarbeiter beschäftigen wie ausländische. Dies erwies sich jedoch schwieriger als gedacht: „Bis Ostern 1934 gelang es uns schließlich, geeignete Lehrer zu finden, die uns halfen. Das war durchaus nicht einfach, obwohl als Antwort auf Zeitungsanzeigen eine Reihe von Bewerbungen eintrafen. Während des Winters hatten wir mehrere neue Lehrer auf Probe bei uns gehabt; und wir hatten tatsächlich von Anfang an englische Mitarbeiter. Aber es war schwierig, die richtigen zu finden, die sich einfühlen und gleichzeitig den besonderen Problemen gerecht werden konnten. Probleme gab es nicht nur mit der Sprache, obwohl auch diese groß genug waren, uns beschäftigten vor allem menschliche Probleme, die vielleicht zu schwer waren, als daß sie junge Engländerinnen und Engländer hätten begreifen können, da ihre Welt damals noch sorglos und sicher schien. 1933 schien niemand um uns herum genau zu verstehen, warum wir mit all diesen Kindern weggingen.“

#### Entwicklung der Schülerzahlen
Die Schule startete 1933 mit insgesamt 73 Schülern und musste in den Folgejahren eine sehr hohe Fluktuation innerhalb der Schülerschaft verkraften.
| Entwicklung der Schülerzahlen | Entwicklung der Schülerzahlen | Entwicklung der Schülerzahlen | Entwicklung der Schülerzahlen         |
| Jahr                          | Zugänge                       | Abgänge                       | durchschnittliche Schülerzahl je Jahr |
| ----------------------------- | ----------------------------- | ----------------------------- | ------------------------------------- |
| 1933                          | 73                            | 6                             | 67                                    |
| 1934                          | 31                            | 38                            | 60                                    |
| 1935                          | 35                            | 25                            | 70                                    |
| 1936                          | 41                            | 38                            | 73                                    |
| 1937                          | 45                            | 50                            | 68                                    |
| 1938                          | 94                            | 38                            | 124                                   |
| 1939                          | 126                           | 104                           | 146                                   |
| 1940                          | 25                            | 68                            | 103                                   |
| 1941                          | 19                            | 34                            | 88                                    |
| 1942                          | 21                            | 33                            | 76                                    |
| 1943                          | 15                            | 12                            | 79                                    |

Diese hohe Fluktuation resultierte überwiegend aus den Plänen der Eltern. Während diese ihre eigene Emigration aus Deutschland vorbereiteten, suchten sie nach einer sicheren Obhut für ihre Kinder. Die Bunce Court School wurde so für viele ihrer Schüler zu einem Heim auf Zeit. Ein anderer Fluktuationsgrund war das Erreichen eines schulischen Abschlusses und die damit verbundene Notwendigkeit, die Schule zu verlassen.

#### Zwischen Euphorie und Erschöpfung
Durch die wachsenden Schülerzahlen und die Fluktuation stiegen die Anforderungen an die Mitarbeiter. Das machte Veränderungen erforderlich, um Erschöpfungszuständen vorzubeugen.

„Der Grund für letzteres war, dass wir unser geschäftiges Leben nicht durchsetzt hatten mit mehr oder weniger regelmäßigen Zeiten zur Entspannung und für Privates. Wir standen den Kindern die ganze Zeit über zur Verfügung, was natürlich gut war, sogar notwendig, um ein Haus für diejenigen zu schaffen, die so jung entwurzelt worden waren. Aber um alle gesund, widerstands- und leistungsfähig zu halten, musste dies allmählich verändert werden. Das Konzept ‚frei von Verpflichtungen‘ wurde eingeführt. Wir arrangierten verpflichtungsfreie Wochenenden, Abende und Ferien, zu deren Zeiten eine andere Person einem seine Pflichten übernehmen würde. Es wurde möglich, zu lesen, einen Brief zu schreiben, für ein paar Stunden oder ein Wochenende wegzugehen, ohne dabei unterbrochen oder vermisst zu werden. Solche Arrangements waren üblich für neue Mitarbeiter, die zuvor an anderen Orten gearbeitet hatten, und sie funktionierten von nun an auch in Bunce Court gut. Es wurde eine häufige und beliebte Angelegenheit, dass kleine Gruppen von dienstfreien Personen den Tag mit einer Frühstückszusammenkunft in einem privaten Raum begannen – eine Stunde später als an normalen Tagen – und mit dem Luxus einer halben Grapefruit für jeden Teilnehmer. Ein Wochenende in London alleine oder mit Freunden oder ein Tag an der Küste konnte zu einer großen Erfrischung werden. Und es war eine Freude, das Interesse und die Freundlichkeit zu erleben, mit der man bei der Rückkehr wieder in die Gemeinschaft aufgenommen wurde.“

 Hanna Bergas nahm ihre erste Auszeit im Sommer 1936, aber nicht ganz frei von Verantwortung, wie sie es als Konzept beschrieben hat: Nach längerer Vorplanung reiste sie in Begleitung einer fünfzehnjährigen Schülerin nach Südtirol zu einem Besuch im Alpinen Schulheim am Vigiljoch, dessen Co-Direktor ihr Cousin Hellmut Schneider war. Während dieses Besuchs bahnte sich eine folgenreiche Entwicklung an, die durch „the close relationship between Helmut and me“ noch zusätzlichen Antrieb erhielt: Hanna Bergas entschloss sich nach Rücksprache mit Anna Essinger, ab Januar 1937 am Alpinen Schulheim am Vigiljoch zu arbeiten.
Hanna Bergas kehrte im Herbst 1938 an die Bunce Court School zurück, nachdem das Alpine Schulheim am Vigiljoch schließen musste. Sie brachte von dort fünf Kinder mit zur Schule, und auch Hellmut Schneider folgte einige Zeit später und arbeitete dann ebenfalls in Bunce Court. Hanna Bergas’ Rückkehr fiel zusammen mit dem Beginn der Kindertransporte, weshalb ihre nächste Aufgabe in Dovercourt lag.

#### Dovercourt
Anna Essinger berichtet davon, dass „mehrere von uns […] von einem der Flüchtlingskomitees gebeten [wurden], beim Empfang der Kindertransporte zu helfen, die seit den Pogromen in Deutschland und Österreich nach England kamen. Zusammen mit einigen ehemaligen Helfern und einigen der älteren Kinder der Schule gingen sechs von uns nach Dovercourt, um die Kinder zu empfangen.“ Eine dieser sechs Lehrkräfte war Hanna Bergas.
Aus Dovercourt konnten zehn Kinder mit nach Bunce Court kommen, was dort Erweiterungen notwendig machte. Doch bis die zwei aus Spenden finanzierten Schlafsäle zur Verfügung standen, mussten erst einmal Kinder in Dependencen untergebracht werden.

#### Die Dependencen Faversham und Chilham
Es waren nicht nur die zehn Dovercourt-Kinder, die die Erweiterung notwendig machten, sondern auch die fünf Kinder aus dem Alpinen Schulheim Vigiljoch, sowie zehn tschechische, 25 deutsche und 30 österreichische Kinder. 1939 war, wie die obige Tabelle zeigt, das Jahr mit den meisten Zugängen in der Geschichte der Schule, aber auch mit den meisten Abgängen.
Für die 30 kleinere Kinder, vier bis sechs Jahre alt, wurde ein Landhaus in Chilham gefunden, das etwa 7 Meilen von Bunce Court entfernt war. Freunde statteten das Haus mit Möbeln aus, und so konnte es fast ein Jahr lang als Grundschule genutzt werden.
Weitere 30 zehn- bis zwölfjährige Kinder wurden in einem ehemaligen Kinderhospital, Kennaways, im fünf Meilen entfernten Faversham untergebracht. Dieses Gebäude war der Schule von der Gemeinde mietfrei zur Verfügung gestellt worden. Der Unterricht dieser Kinder fand jedoch, mit Ausnahme von sehr strengen Wintertagen, in Bunce Court statt, wohin der Transport per Bus erfolgte. Hanna Bergas, Hellmut Schneider und eine englische Kollegin waren für die Betreuung der Gruppe in Faversham verantwortlich. „Zwei unserer älteren Mädchen, sechzehn Jahre alt, die halbtags in der Schule und halbtags im Haushalt arbeiteten, waren unsere Köchinnen und allseitigen Haushaltshelferinnen. Beide Orte, Chilham und Kennaways […] mussten für die Belegung vorbereitet werden, weshalb die Umzüge nicht vor Mitte September stattfinden konnten.“ Hanna Bergas beschreibt recht enthusiastisch die Zeit in Faversham, während der eine „gut funktionierende glückliche kleine Gemeinschaft“ entstanden sei. Doch im März 1940 zogen die beiden Außenposten dann wieder zurück nach Bunce Court.

#### Die letzten Tage vor der Evakuierung
Während die Umzüge nach Faversham und Chilham vorbereitet wurde und ebenso der Bau zweier Wellblechbaracken mit fünfzig bis sechzig weiteren Schlafplätzen, teilte die Besitzerin von Bunce Court im September 1939 mit, dass sie ihr Anwesen nicht länger an die Schule vermieten wolle. Da bislang schon viel Geld in den Ausbau von Bunce Court investiert worden war, waren die ‚Komitees wie auch die Freunde‘ der Meinung, Bunce Court müsse gekauft werden. Dieser Kauf kam mit Hilfe einer Hypothek zustande und wurde am sechsten Geburtstag der Schule gefeiert.
Mitten in all diese Veränderungsprozesse platzte der Ausbruch des Zweiten Weltkriegs. Der Kriegsausbruch veränderte das Leben der Schulgemeinde nachhaltig. An einem Maimorgen erschienen zwei Regierungsvertreter und teilten mit, dass ab sofort alle Lehrer, die keine Briten seien, und alle nicht-britischen Schüler, die sechzehn Jahre alt oder älter waren, als Enemy Aliens in ein Internierungslager zu gehen hätten. Innerhalb von zwei Stunden wurden etwa 15 Männer und Jungen abtransportiert. Welch einschneidendes Erlebnis dies für ihn war, das ihn völlig überraschend und unvorbereitet traf, hat eindrucksvoll Walter Kaufmann beschrieben.
Einige Tage später mussten auch die nicht-jüdische Köchin, Gretel Heidt, und die sechzehnjährigen Mädchen folgen, und ebenso eine deutsch-jüdische Lehrerin, die noch nicht so lange an der Schule war. Gretel Heidt und die Mädchen wurden auf der Isle of Man interniert, die Männer und Jungen ebenfalls dort, aber auch in Australien und Kanada. Der Lehrer Hans Meyer, der zunächst in das Internierungslager Huyton bei Liverpool gebracht worden war, entschloss sich dazu, „einige der Jungen aus der Schule auf der Dunera nach Australien zu begleiten. Auf diesem Schiff sind unvorsichtigerweise sowohl deutsche Nazis als auch jüdische Flüchtlinge transportiert und von einigen Mitgliedern der Besatzung gleichermaßen schlecht behandelt worden. Er ist in einem Internierungslager in New South Wales gelandet, wurde l94l in Begleitung eines ehemaligen Schülers zurückgeschickt und konnte die Wiedervereinigung mit seiner Familie und der Schule in Shropshire feiern.“ Ein Schüler der Bunce Court School, der zusammen mit Hans Meyer die Überfahrt nach Australien antreten musste, war Richard W. Sonnenfeldt. Auch Walter Kaufmann durchlief die gleichen Verbannungsstationen wie Meyer und berichtete darüber in vielen seiner späteren Bücher.
Ein anderer Schüler von Bunce Court, Harold Jackson, ein späterer Journalist des The Guardian, kann den Internierungen in seinen Erinnerungen aber auch gute Seiten abgewinnen. Ironisch merkt er an:

„Wir haben nicht nur Essinger, sondern auch Herbert Morrison zu danken, Innenstaatssekretär (Home Secretary) in Churchills Kriegskabinett. In der Panik der ersten Kriegsmonate veröffentlichte Morrison die Verteidigungsverordnung 18b, die die Internierung aller feindlichen Ausländer anordnete.
 Die Bürokratie stellte unvermeidlich sicher, dass die Verhaftungen viele von denen einschlossen, die vor Hitler geflohen waren. Die folgenden Schlagzeilen bewegten Morrison dazu, die ‚guten‘ Deutschen freizulassen, aber nur unter der Bedingung, dass sie für die Dauer des Krieges an einem Ort bleiben. Als Resultat davon warb die Schule ein Lehrpersonal von unvergleichlichem Kaliber an. Mein Musiklehrer, der mühelos in der Lage war, Vogelgesang nach dem Gehör niederzuschreiben, war Assistent des Tierstimmensammlers Ludwig Koch. Ich habe meine Mathematik von einem renommierten Astronomen gelernt. Der Heizer leitete die Schulaufführungen, er war zuvor Ober-Regisseur am Deutschen Theater.“

Auch der damalige Schüler und spätere Musiker Rainer Schülein (siehe unten) verweist auf positive Nebeneffekte der Internierung. „Anna Essinger hatte von der englischen Regierung eine Sondergenehmigung bekommen, mit der sie durch die Internierungscamps auf der Isle of Man ziehen durfte; sie suchte dort nach Lehrern für ihre Schule und hatte offenbar eine gute Menschenkenntnis. Ihr Kollegium setzte sich aus interessanten und eigenwilligen Persönlichkeiten zusammen.“
Der nächste Schlag erfolgte im Juni 1940, als die Schule aufgefordert wurde, innerhalb von drei Tagen Bunce Court zu verlassen, da das Anwesen im Verteidigungsgebiet liege und zudem für das Militär benötigt würde. Diese Frist von drei Tagen wurden schließlich auf eine Woche verlängert, um eine neue Unterkunft für die Schule zu finden.

### Trench Hall 1940–1946
Während Anna Essinger nun durchs Land reiste, um ein geeignetes Anwesen zu finden, wurde in Bunce Court der Umzug vorbereitet. Gefunden wurde schließlich ein Gebäudeensemble, Trench Hall, in der Nähe von Wem in der Grafschaft Shropshire, das allerdings weniger Platz als Bunce Court bot. Eine etwas differenziertere Beschreibung von Trench Hall gibt Michael Trede.

„Trench Hall lag vollkommen isoliert mitten in der Landschaft, umgeben von trostlosen Viehweiden und kleinen Wäldchen. Allerdings reichte der Blick an klaren Tagen bis zu den Waliser Bergen. Das Gutshaus verdankte seinen Namen einem Graben, der die repräsentative Frontseite mit Kiesauffahrt und Freitreppe von den Weiden trennte. Eine von diesen wurde zum ‚Sportsfeld‘ umfunktioniert. Eine weitere wurde umgepflügt, um Gemüse anzubauen, um das zu ersetzen, was wir in Bunce Court zurücklassen mussten. Leider gehörte dazu auch das Federvieh, die Schweine und die Bienen. Hier konnte man keine Tiere halten. […] Im Haupthaus waren die Klassenzimmer, die gleichzeitig als Musik-, Versammlungs- und Esssäle dienten, zu ebener Erde. Im ersten Stock gab es eine Bibliothek und daneben Tante Annas Zimmer. Hier stand auch das Radio – um das wir uns für wichtige Nachrichten und zu den epochalen Reden von Churchill versammelten. […] Hier stand auch das Grammophon. Es war eines mit Handkurbel, wo bei einem einzigen Beethoven-Satz (wenn Furtwängler am Pult stand) die Platten mehrfach gewechselt werden mussten.“

Doch vor dem Bezug des neuen Zuhauses für die Schule stand erst einmal deren Umzug an. „Der Umzug der Schule von den North Downs in Kent (das ab 1940 abgeschirmtes Militärgebiet war) nach Shropshire war ein organisatorisches Meisterwerk, vor allem, da das von TA [„Tante Anna“ = Anna Essinger] erworbene Landhaus (Trench Hall) viel kleiner war als gedacht. Der Umzug musste unglaublich schnell durchgeführt werden, da die Behörden ihr nur ein oder zwei Wochen Zeit gelassen hatten, um Bunce Court zu räumen. Schließlich stellte sich heraus, dass Trench Hall den Bedürfnissen der Schule knapp gerecht wurde, auch wenn dies bedeutete, dass die Schlafsäle für die älteren Jungen aus einer Reihe von Ställen umgebaut werden mussten.“ Doch auch die umgebauten Ställe reichten nicht aus, weshalb das Angebot von Hilde Lion angenommen wurde, eine Gruppe von 15 jüngeren Kindern und zwei Lehrern vorübergehend in der Stoatley Rough School unterzubringen. 125 Kinder reisten nach Wem und fanden ein seit sieben Jahren leer stehendes Gebäude vor, das ebenso wie die dazugehörigen Ländereien erst hergerichtet werden musste – wie üblich, von allen gemeinsam.
Nach einem Jahr waren der Hühnerstall und die Ställe in Schlafsäle umgewandelt worden, so dass jetzt die an die Stoatley Rough School ausgelagerten Kinder und Lehrer zurückkehren konnten. Trotzdem war es weiterhin notwendig, einige Schlafzimmer auch als Klassenzimmer zu nutzen, was deren morgendliche Umräumung erforderlich machte. Noch mehr Zeit erforderte allerdings die allabendliche Verhängung der Fenster, denn wegen des Krieges war strikte Verdunklung angeordnet, und deren Einhaltung wurde streng überwacht.
Auch in Trench Hall kamen noch neue Schüler an die Schule. Sie waren nun aber keine Flüchtlingskinder mehr, denn die Verbindungen zum Kontinent waren unterbrochen, sondern Kinder aus englischen Familien, denen sehr daran gelegen war, ihre Kinder in einem sicheren Internat zu wissen, das kaum Kriegsgefahren ausgesetzt war. Einige Unterstützung erfuhr die Schule auch durch Erwachsene, denen der Weg zu ihren Emigrationszielen aufgrund der Kriegsereignisse verwehrt war. Sie wohnten als Untermieter bei örtlichen Familien und arbeiteten tagsüber in der Schulgemeinschaft mit. Und trotz der schwierigen Reisebedingungen kamen auch wieder ehemalige Schüler zu Besuch und verbrachten in Trench Hall ein Wochenende oder ihre Ferien.
Was die schulische Ausbildung betraf, so folgte die Schule ihren alten Zielen. Vom zweiten Jahr in Trench Hall an war es dann auch möglich, wieder Abschlussprüfungen durchzuführen, wobei mit Rücksicht auf die geänderten Umstände Deutsch nicht mehr als Prüfungsfach angeboten, sondern durch Französisch ersetzt wurde. Deutschunterricht wurde allerdings weiterhin erteilt. Und auch die Tradition der Theateraufführungen lebte wieder auf und stützte sich sowohl auf deutsche als auch auf englische Stücke.
Die Bunce Court School kooperierte nicht nur, wie schon erwähnt, mit der Stoatley Rough School, sondern auch mit anderen Einrichtungen, die sich um Flüchtlingskinder kümmerten. Einige Mädchen aus dem von Sophie Friedländer und Hilde Jarecki gegründeten Refugee Hostel Birmingham konnten hier in Wem ihre Ausbildung fortsetzen. Sie erhielten hier Gelegenheit, „ihre Schulbildung zu beenden, was in manchen Fällen möglich gemacht wurde durch Gegenleistung von Arbeit im Büro oder Haus, Küche oder Garten“.
Der Schule ist es auch in Wem gelungen, gute nachbarschaftliche Beziehungen aufzubauen und zu pflegen. Gelegentlich kamen Gäste aus dem Ort und nahmen an abendlichen Veranstaltungen oder Vorträgen teil, und auch der umgekehrte Weg wurde beschritten: Es gab Vorträge oder gemeinsame Leseabende im Rahmen des örtlichen „Women’s Institute“. Für die Dorfbewohner waren dies willkommene Abwechselungen, denn aufgrund der Kriegssituation konnten sie Wem normalerweise kaum verlassen, um an anderen Orten Unterhaltung zu finden.
Harold Jackson, der erst in Trench Hall an die Schule gekommen war, zeichnet allerdings ein etwas anderes Bild von den nachbarschaftlichen Beziehungen. Er berichtet von lokalen Rabauken, die gelegentlich „Dirty Jerries“ geschrien hätten, wenn die Schüler an Feiertagen zum Bahnhof gegangen seien. „Dirty Jerries“ war ein Schimpfwort für deutsche Soldaten während des Zweiten Weltkriegs.
Wie die Menschen aus Wem waren auch die Schüler der Schule sowie die Mitarbeiter – kriegsbedingt – stärker an den Ort gebunden. Das galt auch für die Ferien. Einzige bescheidene Abwechselung nach einem vierzigminütigen Marsch von Trench Hall nach Wem boten die dortigen kleinen Geschäfte und ein Kino. Mit dem Fahrrad oder dem Zug waren auch Ausflüge in das etwas größere Shrewsbury möglich. Als aber 1945 Laurence Oliviers Film Heinrich V. im Kino von Wem gezeigt worden sei, habe Anna Essinger mit Rücksicht auf die Gefühle der örtlichen Bewohner ihren Schülern den Besuch des Films untersagt. „Sie war gewarnt worden, dass auch die ersten Wochenschau-Berichte von Belsen gezeigt würden. Zum Teil war sie entsetzt, dass meine Schulkameraden jetzt erkennen könnten, was ihren Eltern wahrscheinlich passiert war. Aber sie erzählte mir später, dass sie auch fürchtete, wir könnten von einigen der eher unvernünftigen Einheimischen angegriffen werden.“
Hanna Bergas schließt ihre Erinnerungen an Trench Hall, wo die Schule noch bis zum Frühjahr 1946 blieb, mit der Gewissheit: „Obwohl wir Bunce Court vermisst haben, war uns der große Vorteil voll bewusst, dass wir während des Krieges in einem ziemlich sicheren Bereich waren. Wir hörten das Gebrüll des Krieges in der Luft, aber keine Bomben fielen jemals in der Nähe von Trench Hall.“

### Rückkehr nach Bunce Court
Nach Hanna Bergas hat nie Zweifel daran bestanden, dass die Bunce Court School nach dem Ende des Zweiten Weltkriegs wieder nach Kent zurückkehren würde. So begannen denn auch gleich nach Kriegsende die Erkundungen, wie es um Bunce Court bestellt sei. Es zeigte sich schnell, dass nach der Freigabe durch das Militär ein schneller Umzug nicht möglich sein würde. Zu viele Spuren der militärischen Nutzung mussten erst beseitigt werden, bevor wieder ein Schulbetrieb aufgenommen werden konnte. Man entschied sich deshalb, über den Winter hinweg zwei Lehrer als Vorauskommando nach Bunce Court zu entsenden, die die gravierendsten Schäden an den Gebäuden und am Gelände beseitigen sollten.
Im Frühjahr 1946 war dann die Rückkehr möglich – was nur bei den Älteren auf ungeteilte Zustimmung traf. Für viele Heranwachsende, und insbesondere auch die jüngeren Schüler, war Trench Hall ihr Lebensmittelpunkt geworden, nicht wenige hatte überhaupt keine Erinnerungen mehr an Bunce Court oder waren dort auch noch nicht an der Schule gewesen. „Die natürliche Neugierde, die wir alle haben, und die Jugendlichen vor allem, haben diese Angst bekämpft und wurden durch positive Geschichten über Bunce Court unterstützt, die von älteren Kindern erzählt wurden sowie von uns besuchenden Ehemaligen. Wir haben die Rückkehr nach Bunce Court Schritt für Schritt vorbereitet, ohne Drängelei, während unsere Vorhut die Räumlichkeiten in Kent so gut wie möglich für einen angenehmen Empfang vorbereitet haben.“
Bunce Court machte dank des Vorauskommandos einen einladenden Eindruck auf die Rückkehrer, und systematisch konnten der Unterricht und die praktischen Arbeiten wieder aufgenommen werden. Veränderungen kündigten sich aber an. Es fehlte an nachkommenden neuen Schülern, und die bisherigen Unterstützer, Privatpersonen und Komitees, wandten sich drängenderen Nachkriegsaufgaben zu. Die finanziellen Probleme wurden größer, was bei den Erwachsenen die Einsicht wachsen ließ, dass die Schule ihren Zweck als Heimstatt für Flüchtlingskinder erfüllt hatte und der Gedanke an ihre Schließung ins Auge gefasst werden musste.
Noch einmal aufgehalten wurde dieser auf die Schließung der Schule zielende Prozess durch die Anfrage, zwei vierzehnjährige Jungen aufzunehmen, die aus einem deutschen Konzentrationslager befreit worden waren. Hanna Bergas berichtet von den Schwierigkeiten, vor denen sich die Schule damit gestellt sah und denen sich auch die Schüler stellen mussten. „Wir hatten unsere Kinder bis zu einem gewissen Grad vorbereitet auf die Notwendigkeit einer besonderen Behandlung der Neuankömmlinge für eine gewisse Zeit. Sie hatten keine Schulbildung und würden besonderen Unterricht haben müssen. Sie könnten gierig sein, weil sie seit Jahren unterernährt waren. Sie könnten streitsüchtig sein, weil sie nie in einer Gemeinschaft gelebt haben, in der sich die Leute für einander interessierten.“
Viele der Befürchtungen bewahrheiteten sich – aber sie konnten auch überwunden werden. Die beiden Jungen erachteten beispielsweise die praktischen Arbeiten als unwillkommene Unterbrechung ihr schulischen Bildung, bei der sie sehr viel nachholen mussten. Die anderen Kinder wiederum mussten akzeptieren, dass die beiden Jungen während der Zeit der praktischen Arbeit auch mal ins nahe Städtchen gehen durften, zum Shoppen oder ins Kino. Doch eine insgesamt gesehen positive Entwicklung nahm ihren Lauf. „Sam und Joel wurden mehr und mehr dankbar für die Betreuung, die sie in Bunce Court erfuhren, und 1948 waren sie glückliche Empfänger des schulischen Abschlusszeugnisses, eine beachtliche Leistung sowohl von ihnen als auch von ihren Lehrern. Die Schule organisierte für sie Weiterbildung und Studium, wie es unsere Gewohnheit war; und eine Reihe von Jahren später, als ich in San Francisco lebte, erhielt ich eines Tages einen Telefonanruf von Samuel Oliver, der auf dem Weg war, ein Rabbiner zu werden, in Oakland, auf der anderen Seite der Bucht von San Francisco.“
In den Erinnerungen von Leslie Baruch Brent ist von mehr Holocaust-Überlebenden die Rede, die an der Bunce Court School Aufnahme fanden, und er erwähnt auch einige andere Aspekte zur späteren Karriere von Samuel Olivier:

„Zum verdienten Ansehen von TA hat sie nach dem Krieg einige Jungen aufgenommen, die entweder die Konzentrationslager überlebt hatten oder in Polen versteckt worden waren. Es war nicht einfach, sie in das Schulleben zu integrieren – damals gab es noeh keine Psychntherapie –, aber trotzdem zogen sie alle einen Nutzen aus ihrem vergleichsweise kurzen Schulbesuch. Ich habe mich mit einigen von ihnen angefreundet, als ich auf Heimaturlaub war. Mindestens zwei von ihnen haben sich wirklich wacker geschlagen: Ervin Buncel, der Chemieprofessor an der Queen's University in Kingston (Ontario) ist, und Samuel Oliner, Leiter des Altruistic Personality and Prosocial Behavior Institute an der Humboldt State University in Arcata. Die bemerkenswerte Überlebensgesehichte von Sam, der unter polnischen Bauern gelebt hat, ist vor vielen Jahren in einer Fernsehdokumentation thematisiert worden. In dem kürzlich veröffentlichten Buch Sevek and the Holocaust – The Boy Who Refused to Die schrieb ein anderer dieser ‚Jungen‘, Sidney Finkel, in anrührendster Weise davon, was Bunce Court für jemanden bedeutet hat, der die Kriegsjahre in Ghrttos und Konzentrationslagern überlebt hatte.“

An anderer Stelle legt Leslie Baruch Brent nahe, dass es sich bei diesen Holocaust-Überlebenden um jene Jugendliche gehandelt hat, um die sich Friedmann in der Nachkriegszeit gekümmert hatte und die zur Rehabilitation nach England gebracht worden waren. Dem war auch so. Friedmann hat seit 1946 jugendliche Holocaust-Überlebende betreut und wirkte vor seinem Wechsel an die Bunce Court School auf der Millisle Farm, von wo er einige Jugendliche mit nach Bunce Court brachte. Hanna Bergas, die in ihren Erinnerungen außer Anna Essinger kaum jemanden namentlich erwähnt, kommt weder auf Friedmann zu sprechen, noch führt sie aus, wer sich hinter dem „We were asked whether we could take some of the boys into our school.“ verbirgt.

### Das Ende der Bunce Court School
Die Normalisierung des Lebens in den Nachkriegsjahren, die Familienzusammenführungen, die Möglichkeiten für die Schüler, nach dem schulischen Examen einen Platz außerhalb der Schule zu finden – all diese Faktoren trugen dazu bei, dass die Bunce Court School als «sicherer Hafen» für Flüchtlingskinder überflüssig wurde und die Schülerzahlen sanken. Im Sommer 1947 tat sich noch einmal die Chance auf, Bunce Court als Konferenzort zu Einnahmen zu verhelfen, doch im darauffolgenden Jahr lichteten sich die Schülerzahlen erneut deutlich, und auch viele Erwachsene suchten nach neuen Beschäftigungen außerhalb der Schule. Bereits am 28. März 1948 hatte Anna Essinger in einem Brief an die Eltern der noch verbliebenen Kinder die Schließung der Schule angekündigt.

„Dieser Brief, befürchte ich, wird die traurige Nachricht bringen, dass die Bunce Court School nach dem Sommersemester aufhören muss zu funktionieren. Diese Entscheidung, wie Sie sich gut vorstellen können, war keine einfache noch eine übereilte, und ich fühle sehr stark, dass es für uns alle schwierig ist, zu erkennen, dass die Schule, wie es scheint, aufhören muss als einer der wenigen sicheren Orte in unseren Köpfen zu existieren. Aber ich bin sicher, dass Sie verstehen werden, dass die Schwierigkeiten der Welt im Großen auch auf dieser Inse ihre ernsten Auswirkungen haben. Es sind nicht nur finanzielle Schwierigkeiten, sondern auch menschliche. Man kann nicht so vielen Leuten, die benötigt werden, um einen Platz so lange reibungslos am Laufen zu halten, zumuten, den Pioniergeist, der uns zu dem machte, was wir sind einzufangen, und wahrscheinlich kann man den Leuten nicht zumuten, diesen Geist für immer behalten. Ich bin überzeugt, dass die Schule immer noch von der Mehrheit unserer Kinder für eine lange Zeit gebraucht werden würde, und das machte es am schwierigsten, zu dieser Entscheidung zu kommen. Sie wissen, dass wir kein regelmäßiges Einkommen aus einer anderen Quelle als aus den Schulgebühren haben, und wir sind nicht in der Lage, Gehälter nach der Gehaltsskala für Lehrer in englischen Staatsschulen aus diesem Einkommen zu bezahlen. Wenn wir das nicht tun können, können wir keine guten Lehrer finden, und wenn wir die nicht haben, können wir den Standard der Schule nicht beibehalten, und es wäre schwer mitanzusehen, sie langsam sterben zu sehen. Als dritten Punkt möchte ich sagen, dass ich im nächsten Jahr siebzig sein werde und dass der Hauptzweck der Bunce Court, die Hunderte von Kinder vom Continent gerettet hat, erfüllt ist. Wir alle würden uns freuen, Sie in Bunce Court zu sehen, nicht nur an Pfingsten, sondern auch zu anderen Zeiten, um es mit uns während dieser letzten Periode zu genießen. Ich hatte gehofft, an Ostern in der Lage zu sein, Ihnen zu sagen, was aus Bunce Court werden wird, und ich hoffe jetzt, dass ich an Pfingsten in der Lage sein werde, Ihnen etwas genaueres zu sagen. Anna Essinger“

Hanna Bergas wanderte 1948 in die USA aus. Es hatte aber offenbar auch zuvor noch Pläne gegeben, die Schule unter einer anderen Leitung fortzuführen. Leslie Baruch Brent berichtet, dass Fridolin Friedmann als neuer Schulleiter vorgesehen gewesen sei. Er sei aber entlassen worden, weil er der Aufgaben nicht gewachsen gewesen sei. Brent zweifelt diese Begründung an und meint, „dass vor allem die Anwesenheit von TA [Anna Essinger], die in der ehemaligen Krankenhütte wohnte, die Entwicklung eines unabhängigen Denkansatzes erheblich erschwert hat“. Friedmann war ein sehr erfahrener Pädagoge, der vor dem Zweiten Weltkrieg als Direktor das Jüdische Kinder- und Landschulheim Caputh geleitet hatte. Nach dem Krieg betreute er polnische Jugendliche, die das Konzentrationslager überlebt hatten, und brachte diese Jungen mit nach Bunce Court. Für Brent ist es „eine Tragödie, dass seine Probezeit dort gescheitert ist“.
Friedmanns Scheitern, oder besser: Anna Essingers Unvermögen, ihr Lebenswerk in die Hände eines anderen zu übergeben, erinnert sehr stark an Ereignisse aus der Frühzeit des Landschulheims Herrlingen. Dr. Wilhelm Geyer war 1926 der erste pädagogische Leiter des Landschulheims. Auch er war im Vergleich zu Anna Essinger sehr jung und schied bereits nach einem Jahr wieder aus – vermutlich wegen Unstimmigkeiten zwischen ihm und Anna Essinger. Sein Nachfolger wurde der Studienrat Karl Henninger. Er musste die Schule aber bereits wieder im April 1928 verlassen, und von da an war Anna Essinger die alleinige Schulleiterin. Das spricht dafür, dass sie offenbar nicht in der Lage war, Verantwortung abzugeben oder zu teilen – schon gar nicht Jüngeren gegenüber.
Wie schwer andererseits Anna Essinger sich mit der Schließung „ihrer“ Schule abfinden konnte, macht Leslie Baruch Brent ebenfalls deutlich: „TA war sehr traurig über die bevorstehende Schließung. In dem Jahr, in dem ich mein Grundstudium aufnahm, war sie so verzweifelt, dass sie Ulli und mich fragte, ob wir die Leitung der Schule übernehmen wollten. Wir hatten beide gerade die Armee verlassen – zugegebenermaßen mit einiger organisatorischer Erfahrung – und obwohl wir uns geschmeichelt fühlten, waren wir der Meinung, dass wir uns vor Abschluss unserer Ausbildung nicht mit einem so unüberschaubaren Vorhaben belasten könnten.“
Bei dem hier von Brent erwähnten Ulli handelt es sich um seinen früheren Mitschüler an der Bunce Court School, Ulli Borchard, der später den Namen Eric Bourne angenommen hat. Der kommt im Juni 2011 zu einer noch kritischeren Einschätzung der Entlassung von Fridolin Friedmann und der dieser unmittelbar folgenden Schließung der Schule.

„Anna Essinger war nach allgemeiner Übereinstimmung eine bemerkenswerte und weitsichtige Humanistin, aber wie alle von uns hatte sie ihre Schwachstellen. Eine davon war die Unfähigkeit, sich vorzustellen, dass die Bunce Court School von jemand anderem als von ihr selbst geführt würde. […] In einem kurzen Nachkriegs-Experiment hatte sie zugelassen, dass Dr. Fridolin Friedmann den Posten des Schulleiters übernahm. […] Bunce Court School profitierte stark von seinem kurzen Aufenthalt, der durch seinen übergeordneten Glauben an den Einfluss der Künste, vor allem der Musik, auf die Erziehung der Kinder gekennzeichnet war. Leider hat Anna Essingers konsequente Einmischung in seine Funktion seine Position letztlich unhaltbar gemacht. 1948 war es offensichtlich, dass sie selbst nicht mehr die Schule führen konnte (wie Professor Brent bemerkt, sie war fast blind), und das war zweifellos ein Grund für ihre Schließung.“

Bourne fährt mit der Frage fort, ob der Schule, wie es oft behauptet wird, tatsächlich die Kinder ausgegangen seien, und verweist darauf, dass es 1948 Tausende von unter- und unversorgten Kindern in Europas DP-Lagern gegeben habe, die dringend Hilfe benötigt hätten. Dieser Aufgabe hätten sich andere gestellt, nicht aber die Bunce Court School. Aber Bunce Court, so sein daraus abgeleiteter Vorwurf, hätte sich dem ebenso stellen müssen. Mit Hilfe von UNICEF und UNESCO wäre es für viele Jahre möglich gewesen, die Schule fortzuführen und damit einen Beitrag zur Verbesserung der Situation einer verlorenen Generation im Nachkriegs-Europa zu leisten. Für Bourne war, was seine Argumentation nahelegt, offenbar Fridolin Friedmann der Mann, der sich dieser Aufgabe hätte stellen können.
Nach der Schließung der Schule lebte Anna Essinger noch eine kurze Zeit im Haupthaus von Bunce Court, bevor sie zusammen mit ihrer Schwester Paula in ein kleineres Haus auf dem Gelände, die ehemalige Krankenstation, umzog. Ebenfalls in einem Häuschen auf dem Gelände lebte auch die dritte Schwester, Bertha Kahn. Von 1948 bis 1952 war in Bunce Court ein Genesungsheim für Kinder untergebracht, in dem Paula Essinger und Bertha Kahn noch mitarbeiteten. 1953 erfolgte dann die Umwandlung in ein bis 1966 existierendes Altersheim. Anna Essinger, die in ihren letzten Lebensjahren erblindet war, unterhielt mit Hilfe eines Sekretärs noch eine umfangreiche Korrespondenz, meist mit ehemaligen Schülern. Sie starb am 2. Juni 1960. Leslie Baruch Brent hielt bei ihrer Beerdigung eine Gedenkrede:

„Der Tod von Anna Essinger wird von ihren vielen Verwandten und Freunden in der ganzen Welt zutiefst betrauert und nicht zuletzt auch von denjenigen unter uns, denen sie in Bunce Court dabei geholfen hat, die Scherben ihres zerbrochenen Lebens wieder zusammenzufügen. Sie war eine außergewöhnliche Frau, an die wir in wärmster Zuneigung, Dankbarkeit und Bewunderung zurückdenken werden.
TA widmete ihr Leben fest entschlossen der Bildung und der Errettung junger Menschen vor der Verfolgung in Nazideutschland, wobei sie durch einen unerschütterlichen Glauben an den menschlichen Fortschritt vorwärts getrieben wurde. […] Sie war vollkommen außerstande zu hassen. Ich sollte versucht sein, sie als perfektes Beispiel wissenschaftlichen Humanismus in seiner höchsten Form zu beschreiben, wenn TA nicht – obwohl sie immer darauf bedacht war, mit modernen wissenschaftlichen Entwicklungen Schritt zu halten – ihr ganzes Leben lang eine liebenswerte, aber vollkommen unwissenschaftliche Person geblieben wäre! Darüber hinaus hatte sie den Mut, für ihre Überzeugungen einzustehen, wie diese schlichte Zeremonie zeigt. Obwohl TA bestimmt keine Atheistin war und sich ihrer jüdischen Wurzeln immer bewusst gewesen ist, konnte sie für sich selbst keinerlei religiöses Dogma akzeptieren, weder im Leben noch im Tod.
Diejenigen unter uns, die sie gegen ihre Blindheit und nachlassende Gesundheit haben ankämpfen sehen, hatten allen Grund, ihre unglaubliche Tapferkeit zu bewundern. Ohne die beständige liebevolle Fürsorge von Tante Paula und Frau Kahn wären die letzten Jahre wohl unerträglich für sie gewesen.“

Paula Essinger wurde zur Erbin von Bunce Court. Sie starb 1975 in London. 1983 wurde Bunce Court von einem Privatmann erworben, dem aber das Haus mit über 40 Zimmern zu groß war. Er entschied sich deshalb, es in vier Wohneinheiten aufzuteilen. Der Park um das Anwesen wurde im Oktober 1987 durch einen Hurrikan schwer in Mitleidenschaft gezogen.

## Die Bunce Court School als Erinnerungsort
Die meisten Schüler der Bunce Court School waren auf Jahre von ihren Familien getrennt oder hatten diese ganz verloren. Für sie war Bunce Court nicht nur ihre Schule, es war das Zuhause ihrer Kindheit.

„Es war dies eben keine ‚normale‘ Schule, keine Institution, sondern eher eine Notgemeinschaft,wie eine Großfamilie. Für viele der Schüler, aber auch ihre Lehrer, war Bunce Court eine letzte Zuflucht, die ihnen nicht nur buchstäblich das Leben rettete, sondern diesem auch einen neuen Sinn und Inhalt vermittelte. So konnte man den Idealismus und die Hingabe verstehen, mit der die Betreuer sich ihrer Erziehungsaufgabe widmeten.
Viele der Kinder waren ohne ihre Eltern nach England transportiert worden und Waren nun fast krank vor Heimweh. Wir alle hatten nahe Angehörige in Deutschland zurücklassen müssen. Bis zu Kriegsbeginn gab es wenigstens noch einen Briefkontakt. Und bis zum Mai 1940 ließ sich dieser manchmal – wenn auch nur mühsam – über neutrale Länder aufrechterhalten. Aber als auch diese von Hitler überrollt Waren, blieben nur noch jene knappen, zensierten, Rot-Kreuz-Mitteilungen. Diese durften, in 25 Worten, kaum Mitteilungswertes enthalten – außer der Tatsache, dass der Absender noch lebte. Bis dann meist von einem entfernten Verwandten die kryptische Botschaft ‚Eltern verreist‘ eintraf. Da für Juden im Reich das Reisen längst verboten war, bestanden kaum Zweifel über dieses letzte Reiseziel …“

Anna Essinger und ihre Kollegen haben „Hunderten von Flüchtlingskindern das Leben gerettet – ihnen Heim und Geborgenheit geboten“. So wie Michael Trede verwenden viele Ehemalige ehrfürchtige Begriffe, wenn sie über Bunce Court sprechen, und viele von ihnen haben in ihren Memoiren ihrer Zeit an der Bunce Court School breiten Raum eingeräumt, so zum Beispiel Leslie Baruch Brent, Michael Trede oder Richard W. Sonnenfeldt. Dieser schrieb: „In dieser Gemeinschaft wurde das leidenschaftliche Credo zu intellektueller Freiheit, Integrität und sozialer Verantwortung aufgefüllt mit dem englischen Sinn für Fairness und der Demokratie einer Nation, die in der jüngsten Geschichte nicht von fremden Besatzern zerstört worden war. Mein England im Jahr 1938 war nicht zu korrumpieren von dem jahrhundertealten Hass, der in Sieg und Niederlage das nationalistische Europa überzogen hatte. Seit dieser Zeit war Bunce Court mein Shangri-La.“
Die Kinder haben in Bunce Court School eine intensive Gemeinschaft erlebt, die vielen positiv in Erinnerung geblieben ist. Dazu gehörte der tägliche Umgang mit Erwachsenen, die ihnen nicht als unnahbare Lehrer, sondern als hilfsbereite Erzieher und als Teile einer Schicksalsgemeinschaft gegenübertraten. Hans Meyer beschrieb das so: „Zu der Zeit war es weniger wichtig, ein guter Lehrer zu sein, als ein verständnisvoller Mensch. Es war wichtiger, ihnen einen Gute-Nacht-Kuss zu geben, als dass man ausgezeichnet deutsche Literatur unterrichtete.“ Diese Einstellung erklärt, warum der Zusammenhalt der Ehemaligen – Schüler wie Lehrer – so groß war und weit in die 2000er Jahre hinein aufrechterhalten werden konnte. Am 19. Juli 2007 fand in Bunce Court ein Ehemaligentreffen statt, dessen Ehrengast und Inspirator Ernst Weinberg war. Er brachte die Schulglocke zurück, die sich seit 25 Jahren in seinem Haus in Kalifornien befunden hatte. Zusammen mit der Schulglocke wurde am Gebäude auch eine Erinnerungstafel angebracht, und deren feierliche Enthüllung erfolgte durch den früheren Lehrer Hans Meyer.
Doch es gibt auch kritische Stimmen zur Bunce Court School und zu Anna Essinger, der auch Unnahbarkeit oder autoritäres Verhalten attestiert wurde.
Die Bunce Court School als Erinnerungsort hat auch eine filmische Würdigung erfahren. Der Filmemacher Peter Morley, der als Peter Meyer zusammen mit seinen Geschwistern die Übersiedelung der Schule von Herrlingen nach England miterlebt hat, drehte 1947 seinen ersten Film mit dem Titel Once Upon a Time über seine alte Schule.

## Mitarbeiter der Bunce Court School
Wie oben ausgeführt, startete die Bunce Court School im Oktober 1933 mit einer Handvoll Mitarbeitern und verfügte 1934 erstmals über das komplette Personal für den Betrieb der Schule. Die Anforderungen an sie waren hoch, die Entlohnung gering. Im Prinzip war jeder Mitarbeiter sieben Tage in der Woche rund um die Uhr im Dienst, was, wie ebenfalls schon geschildert, Erschöpfungszustände nach sich zog, die nach partiellen Auszeiten verlangten. Über die englischen Lehrkräfte, die im ersten Schuljahr nach Bunce Court gekommen waren, schreibt Hanna Bergas: „Die englischen Leute, die sich in unserem ersten Jahr der Schule anschlossen, waren abenteuerlustige, idealistische junge Männer und Frauen, interessiert an den Bildungszielen, die wir verfolgten: Sie passten sich mit Leichtigkeit, Grazie und einem Maß an Neugier den Lebensweisen an, die sie in Bunce Court vorfanden.“ Dass man diesen Idealismus nicht überstrapazieren darf, hatte auch schon Anna Essinger in ihrem oben zitierten Brief an die Eltern aus Anlass der bevorstehenden Schulschließung ausgeführt, und so war es nicht verwunderlich, dass gerade die englischen Lehrkräfte nach dem Ende des Zweiten Weltkriegs für sich eine andere Perspektive suchten. „Englischstämmige Mitarbeiter bereiteten sich darauf vor, in ihre Heimatstädte zurückzukehren und auf Positionen, die sie vorübergehend aufgegeben hatten, um an der Bunce Court School zu arbeiten. […] All dies entwickelte sich natürlich und allmählich, jeder machte seine eigenen Pläne für eine zufriedenstellende, konstruktive Zukunft.“
In den Erinnerungen von vielen Ehemaligen finden sich viele ausführliche und liebevolle Schilderungen einzelner Mitarbeiter von Bunce Court. Eindrucksvoll ist Michael Tredes kurze Skizze von dem Lehrer Hans Meyer, die er als beispielhaft für die gesamte Lehrerschaft ansieht.

„Kein Wunder, dass sich viele Kinder dieser Schule in einem Ausnahmezustand befanden. Hans Meier, unser Sportlehrer und Tischlermeister, erinnert sich an einen Jungen, der seine Verzweiflung durch Tobsuchtsanfälle abreagierte. Als es einmal besonders schlimm war, versuchte ‚Meierlein‘ (so nannten wir ihn), den Jungen durch eine feste, aber liebevolle Umarmung zu bändigen. Daraufhin spuckte ihm der Kleine mitten ins Gesicht.
«Gut, spuck nur zu. Das muss alles raus», sagte Meierlein – worauf der Junge in ein befreiendes Weinen ausbrach und die Umarmung des Lehrers weniger fest aber umso liebevoller wurde.
So waren sie fast alle – unsere Lehrer.“

Die nachfolgende – unvollständige – Übersicht über die Mitarbeiter folgt, soweit keine anderen Quellen angegeben sind, den Kurzporträts von Werner M. Loval.
- Bruno Adler
- Gwynne Angell, geborene Badsworth, ist eine der wenigen Personen, die in Hanna Bergas’ Memoiren mit Namen vorkommen. „Eine sehr wichtige Ergänzung war eine englische Vorschul- und Grundschullehrerin im Cottage, dem Haus für die jüngsten Kinder. Ihre kleinen Ohren und Münder wurden durch sie trainiert, von Anfang an die britische Aussprache zu hören und zu gebrauchen. Die liebe Gwynne war so ein verständnisvoller, warmer Mensch und so eine begnadete Erzieherin, dass jeder sie liebte, darunter auch das deutsche Ehepaar, das die Hütte bislang alleine geführt hatte. Die kleinen Jungen waren entschlossen, jeder von ihnen, Gwynne zu heiraten, wenn sie erwachsen wären.“[112] Dass Gwynne nicht nur auf kleine Jungen anziehend wirkte, daran erinnerte sich Richard W. Sonnenfeldt an seine Zeit als knapp sechzehnjähriger Bunce-Court-Schüler: „Gwenn [Gwynne] war blond, blauäugig und unglaublich verführerisch für Heranwachsende.“[113]
Gwynne Angell war 1935 nach dem Abschluss ihrer Montessori-Ausbildung nach Bunce Court gekommen und blieb dort sechs Jahre. „Sie hat die Schule 1941 verlassen, um eine Ausbildung zur Krankenschwester und Hebamme zu machen. Nach dem Krieg verbrachte sie vier oder fünf Jahre als Außendienstmitarbeiterin in Bangladesch, wo sie junge Mädchen zu Mitarbeitern im Gesundheitswesen und zu Hebammen ausgebildet hat.“[114]
- Frau Baer war eine Hausmutter in Trench Hall.[115]
- Hanna Bergas. An der Schule war sie allgemein als „HB“ bekannt (in deutscher Aussprache).
- Dennis Brind, „Maggy“, war diplomierter Landwirt und Ökonom, der 1934 als Biologielehrer nach Bunce Court kam. 1941 verließ er die Schule und wurde Nachrichtenoffizier auf einem Zerstörer der Marine. An der Schule hatte er Feldhockey als Sportart etabliert.[114]
- Edith Clark, „Clarklet“, die Tochter eines anglikanischen Pfarrers, war die Sekretärin von Anna Essinger. Ihre außerhalb der Schule gelegene Wohnung auf einer Farm war sonntags oft geselliger Treffpunkt für ältere Schüler.[116]
- Miss Clifton (Cliffie), war eine australische Lehrerin.[117]
- Courtney, auch „Court“ genannt, war der Chauffeur der Schule. Sonnenfeldt erinnert sich nicht an dessen Vornamen, aber an dessen Liebesleben mit Stella, „einer drallen Rothaarigen“, die in der Küche arbeitete.[118]
- Maria Dehn unterrichtete Biologie und war die Chef-Gärtnerin.
- Anna Essinger war noch von Deutschland her „Tante Anna“ oder noch kürzer „TA“. Sie war die „Prinzipalin“, die unangefochtene „headmistress“ der Schule, die aber selbst nie unterrichtet hat.[114]
- Paula Essinger, „Tante Paula“, war für den Kindergarten der Schule und für die Krankenstation verantwortlich.
- Käthe Hamburg, zuvor am Landschulheim Herrlingen tätig, war seit 1940 Lehrerin an der Bunce Court School und übernahm 1942 die Leitung eines Flüchtlingsheims der Quäker.[119] Sie unterrichtete Deutsch und Mathematik.
- Fridolin Friedmann
- Richard Grüneberg unterrichtete Hebräisch und Geschichte.[120] Vermutlich handelt es sich bei ihm Raphael Giveon, der sich nach Kriegsausbruch in England aufhielt.[121]
- Gretel Heidt, „Heidtsche“. „Sie war eine nicht-jüdische Deutsche, die Mitte der 1930er Jahre als Köchin auf die Schule gekommen war und sich dazu entschlossen hatte, nicht nach Deutschland zurückzukehren.“[114] Sehr liebevoll wird sie von Michael Trede porträtiert: „›Heidtsche‹ stammte aus Frankfurt. Ihre hessische Mundart klingt Bunce Courtianern heute noch (manchmal lautstark) in den Ohren. Obgleich sie als Köchin in jenen schweren Zeiten aus wenigem viel machen konnte, machte sie sich gar nichts aus ihrer eigenen Person. Ihr pièce des resistance war in meinen Augen der Milchreis, denn von Milchreis mit Zimt und Zucker konnte man damals satt werden. Heidtsche war klein, mager und trug ihr blondes Haar zu einem kleinen Dutt in den Nacken gebunden. Als ‚Arierin‘ wäre sie eigentlich nicht zur Auswanderung genötigt gewesen. Aber sie verabscheute die Nazis und als Unverheiratete liebte sie uns alle, wie ihre eigenen Kinder. So blieb sie in Bunce Court. Oh ja, sie konnte schimpfen wie ein Rohrspatz. Aber ihre Ausbrüche verpufften bald und räumten das Feld für ihre Grundstimmung – und das war die Heiterkeit.“[122]
Gretel Heidt wurde zusammen mit älteren Mädchen zu Beginn des Zweiten Weltkriegs vorübergehend auf der Isle of Man interniert. Nach der Schließung der Schule wurde sie Köchin eines Musikkritikers des Daily Telegraph und lebte lange in der Wohnung von Gerd Nathan, einem ehemaligen Schüler aus dem Kindertransport-Kontingent. Später kehrte sie nach Deutschland zurück, um ihrer Schwester bei der Pflege ihrer Mutter zu helfen.[114]
- Benson Herbert war ein englischer Wehrdienstverweigerer und arbeitete als Mathematiklehrer, aber: „Unterrichten war eindeutig nicht seine Stärke – auch wenn er ein sehr einnehmender Mann war.“[114] Richard W. Sonnenfeldt erwähnt ihn als seinen Mathematik- und Physiklehrer, der ihm als sechzehnjährigem erlaubt habe, ins „Cottage“, dem von Gwynne Badsworth (siehe oben) betreuten Haus für die Kindergartenkinder, Stromleitungen zu bauen und das Haus zu elektrifizieren.[113]
- Mr. Horowitz war ein jüdisch-britischer Geschichts- und Englischlehrer aus dem Londoner East End.[114]
- Walter Isaacson
- Bertha Kahn, geborene Essinger, war eine der wenigen Personen, die keinen Spitznamen hatten. Sie „war für die Hausarbeit zuständig – beispielsweise für den Wäscheschrank und unzählige andere anfallende Arbeiten, die, wenn auch alles andere als glamourös, für das Leben der Schule von grundlegender Bedeutung waren. Zu einer ihrer Aufgaben gehörte das sparsame Austeilen unserer täglichen Lebertranration – eine Tätigkeit, mit der sie sich bei den Kindern wohl kaum beliebt gemacht haben wird. Sie hatte zwei eigene Kinder in der Schule und war eine sehr anständige Frau, die der Schule treue Dienste geleistet hat.“[114] Brent hat bei ihr ebenso wie bei ihren beiden Schwestern eine Begräbnisrede gehalten.
- Lotte Kalischer, von Werner M. Loval als „Lo-Ka“ bezeichnet, in der Schule nach Brent aber immer nur mit ihrem Nachnamen angesprochen,[114] unterrichtete Musik und gab auch Instrumentenunterricht. Sie war Violinistin und spielte Klavier. Öfter gab sie Konzerte zusammen mit Hellmut Schneider, die bei der Schulgemeinde großen Anklang gefunden haben. „Sie war eine attraktive, etwas labile, leicht depressive junge Geigerin. Sie zog schließlich weiter nach Schweden.“[123]
- Erich Katz arbeitete zwei Jahre als Musiklehrer in Trench Hall. Der spätere Musiker Rainer Schülein (siehe unten), der von ihm unterrichtet wurde, erinnert sich an ihn: „Erich Katz spielte hervorragend Klavier, Orgel und Blockflöte; er komponierte sogar sehr schön. Ich empfand es als ein großes Privileg, von ihm unterrichtet zu werden. Er hatte in Deutschland ausschließlich Umgang mit Orchestermusikern gehabt, bevor er auswandern musste. Er war es nicht gewohnt, undisziplinierte Schüler zu unterrichten, aber wir beide verstanden uns sehr gut.“[78]
- Mr. Lukas, „ein hünenhafter englischer Kriegsdienstverweigerer – und übrigens guter Fußballspieler“, war unterrichtete Mathematik.[124]
- Pilar Marckwald (* 9. April 1916 als Pilar Losa-Onsurbe – † 12. Oktober 2012) war eine spanischstämmige Schauspielerin, die an der Bunce Court School als Küchenhelferin arbeitet und verheiratet war mit
- Wilhelm Marckwald (* 16. August 1903 in Dresden – † 22. November 1974 in Großbritannien). Er ist ein in Deutschland nahezu vergessener Schauspieler, Theater- und Filmregisseur. Er ging 1933 nach Spanien, von wo er nach dem Ende des Spanischen Bürgerkriegs nach Schweden floh. Als er dort beschuldigt wurde, Kommunist zu sein, wurde er gezwungen, zusammen mit seiner Frau Schweden zu verlassen. Die beiden gingen zunächst nach Frankreich und dann bei Ausbruch des Zweiten Weltkriegs nach England. An der Bunce Court School arbeitete er als Heizer und Gärtner, leitete aber auch Theateraufführungen und spielte Violine.[125]
Wilhelm Marckwalds Eltern, die nach Theresienstadt deportiert wurden und dort umkamen, zählten zum Bekanntenkreis von Victor Klemperer, der über die Marckwalds, Eltern und Sohn, auch in seinen Tagebüchern geschrieben hat. In Trench Hall hat Wilhelm Marckwald „das Laienspiel professionell umgekrempelt“ und die Schauspieltruppe der Schule in Shrewsbury auch öffentlich auftreten lassen.[126]
- Hans Joseph Meyer, meist Hans Meyer und an der Schule als „Meyerlein“ bekannt, wurde 1913 in Mainz geboren und ging 1934 nach England, weil er in Deutschland sein Medizinstudium nicht fortsetzen durfte. Er hatte zuvor noch eine Sportlehrerprüfung abgelegt und bewarb sich mit dieser Qualifikation an der Bunce Court School. Dort wurde er jedoch zunächst nur als Aushilfe für das Büro akzeptiert, bevor er dann in der Schulwerkstatt Verwendung fand. Außerdem war er Hausvater und betreute vor allem auch schwierige Jungen.[114] 1940 wurde er in Huyton interniert, und, wie oben schon erwähnt, nach Australien deportiert. 1941 kehrte er zurück und arbeitete nun in Trench Hall. Nach dem Ende des Zweiten Weltkriegs gehörte er zu jener „Vorhut“, die im Winter 1945 nach Bunce Court zurückkehrte, um die Rückkehr der gesamten Schule vorzubereiten.[114]
 Nach der Schließung der Schule gründete Hans Meyer zusammen mit einem ehemaligen englischen Schüler von Bunce Court eine Art mobilen Reparatur- und Handwerkerservice. 1956 beendete Meyer diese Zusammenarbeit und qualifizierte sich zum Lehrer. In diesem Beruf arbeitete er dann über 20 Jahre, vor allem auch mit Jugendlichen mit besonderem Förderbedarf, bevor 1978 in den Ruhestand ging. Nachdem seine Frau Hannah bereits 1977 verstorben war, heiratete er 2001 noch einmal. Er starb im Mai 2009 im Alter von 96 Jahren.[127]
2002 hatte Hans Meyer noch einmal ein Ehemaligen-Treffen organisiert, zu dem ungefähr 100 Menschen aus vielen Teilen der Welt angereist kamen. „Angeregt durch das Wiedersehen hatte Hans Meyer die geniale Idee, alle Anwesenden dazu aufzufordern, einen einseitigen Aufsatz darüber zu schreiben, was die Bunce Court School, mit all ihren Fehlern und Schwächen, für jeden Einzelnen bedeutet hat. Das Ergebnis ist ein privat veröffentlichtes Buch (Reflections: Bunce Court), in dem sich ungefähr siebzig Menschen an ihre Erlebnisse erinnern.“[128]
- Hannah Meyer, geborene Goldschmidt, „Hago“, unterrichtete Geografie. Sie lernte an der Schule Hans Meyer kennen, den sie 1936 heiratete.[114] Angeblich war auch ihre Nichte, Ursula Solmitz (später Osborne) Schülerin an der Schule.
- Mr. Mortensen war ein gelernter Schreiner aus Dänemark, der die Schulwerkstatt leitete und auch als Sportlehrer wirkte.[114]
- Muriel, „Shushi“, deren Nachnamen nicht überliefert ist, war zusammen mit Hanna Bergas und Hellmut Schneider in der Dependence in Kennaways tätig. Sie wird von Bergas als eine „sehr nette englische Kollegin“ erwähnt, die deshalb „Shushi“ genannt worden sei, weil sie abends, nachdem die Lichter gelöscht waren, noch durch die Räume ging, um die letzten Stimmen noch „zum Schweigen zu bringen“ (= to shush).[129]
- Hilde Oppenheimer-Tod wurde „Hutschnur“ genannt, da sie eines Tages auf das Fehlverhalten eines Schülers mit dem Ausspruch „Das geht mir aber über die Hutschnur.“ reagiert habe.[114] Sie unterrichtete Französisch und war als Hausmutter tätig. Verheiratet war sie mit Robert James Niebuhr Tod (* 13. Februar 1917 – † März 1994), der als Autor von Büchern über Sozialarbeit und Pflege, aber auch über Quäker-Mystik bekannt wurde.[130]
- Mr. Peckover war „ein kleiner bescheidener Mann mit einer Gehbehinderung, der kein Lehrer war, aber in der Holzwerkstatt gearbeitet hat. Er hatte den Wehrdienst verweigert, lebte in einer winzigen Hütte auf dem Schulgelände und kümmerte sich in seiner Freizeit um einige Bienenstöcke.“[114]
- Adolf Prag war nach Hildegard Feidel-Mertz ein Mathematiklehrer, der am Landschulheim Herrlingen wie an der Bunce Court School einigen pädagogischen Einfluss ausgeübt habe, bevor er eine Professur in Cambridge erhielt.[120]
- Selma Rauchmann war Volksschullehrerin.[120]
- Lucie Schachne, 1918 geboren, war eine der ersten Schülerinnen des Jüdischen Landschulheims Herrlingen, wo sie auch ihren Mann, Walter Isaacsohn, „Saxo“, kennenlernte. Nach ihrer Heirat gingen die beiden an die Bunce Court School. Lucie Schachne wurde dort Hausmutter und hat die jüngeren Kinder in biblischer Geschichte unterrichtet. Nach Leslie Baruch Brent stand Lucie Schachne auch in späteren Jahren noch Anna Essinger und der Bunce Court School kritisch gegenüber und bemängelte vor allem, das dortige „Fehlen von traditionellen Wert- und Moralvorstellungen der jüdischen Gemeinschaft. In anderen Worten: Sie war darüber betroffen, dass die Kinder nicht dazu ermuntert worden sind, sich mit dem Judentum auseinanderzusetzen. Ihrer Meinung nach war Anpassung der Hauptgrund, der der Entwicklung einer jüdischen Identität entgegenwirkte.“[114]
- Marta Schlesinger war Handarbeitslehrerin.[120]
- Hellmut Schneider, „Schneiderlein“, war der Cousin und Lebensgefährte von Hanna Bergas. Er kam nach der Schließung des Alpinen Schulheims am Vigiljoch nach Bunce Court, besaß aber keine offizielle Arbeitserlaubnis. Er durfte nur für seinen Lebensunterhalt arbeiten, weshalb ihn Leslie Baruch Brent als Gärtner kennenlernte, der aber auch Mathematik unterrichtet hat. Als Pianist war er eine wichtige Person bei den schulischen Musikveranstaltungen.[114] Schneider gehörte auch zu den Internierten und wurde deportiert, wie Michael Trede nahelegt, vermutlich nach Australien.[131] Nach Trede spielte Hellmut Schneider eine wichtige Rolle an der Schule – ungeachtet des seines ungeklärten Status. Er habe neben seiner Arbeit als Gärtner viel Freizeit geopfert, „um eine abendliche Arbeitsgruppe in die Grundlagen der Chemie einzuführen“ und habe so dem Fehlen eines Labors für den Physik- und Chemieunterricht etwas entgegenwirken können.[132] Schneider, der während seiner Zeit am Alpinen Schulheims am Vigiljoch den Mont Blanc, das Matterhorn und viele Dolomitenspitzen bestiegen habe, habe auch Zeichnen-Arbeitsgemeinschaften angeleitet,[133] und sei zudem ein Lehrer gewesen, der sich auch an Schülerstreichen beteiligt habe. „Auch das war Bunce Court Pädagogik: Lehrer stellen sich an die Spitze der kleinen Abenteurer und lenken so das Unternehmen in ungefährliche Bahnen.“[115]
- Norman Wormleighton, „Wormy“, wird von Loval als Englischlehrer und Initiator von szenischen Lesungen aufgeführt. Vor seiner Zeit in Bunce Court soll er Lehrer an der Dartington Hall School gewesen sein und im frühen August 1936 Susan Small geheiratet haben.[134]
Leslie Baruch Brent beschreibt ihn als einen „Engländer par excellence: Groß, stattlich und mit einer Adlernase ausgestattet, trug er für gewöhnlich Sandalen und zeichnete sich durch eine natürliche Gelassenheit und Güte aus – alles in allem hatte er Vorbildcharakter, Ich glaube nicht, dass er jemals die Fassung verloren hat, auch wenn das Verhalten einiger Schüler teilweise schlimme Ausmaße annahm. Sein Unterricht war sehr fesselnd und ich habe mich immer besonders darauf gefreut. Durch diese Stunden habe ich eine große Liebe und Affinität für die Sprache entwickelt. Es war eine Offenbarung, wenn er Gedichte rezitierte, Wormy hat uns viele Redewendungen beigebracht, die ich behalten habe und uns dazu ermuntert, Aufsätze zu schreiben, die er mit hilfreichen und erbaulichen Anmerkungen versah.“[114] Am 8. Oktober 2005 erinnert sich der ehemalige Bunce-Court-Schüler Oliver Bernard: Der Englischlehrer war eine große, blonde, bärtige, freundliche Person namens Norman Wormleighton. Er bekam seine ganze Klasse von Zehnjährigen dazu, King Lear zu lesen, und erfreute mich ungeheuerlich, indem er mich den Narren mit ihm als Lear auf der Heide und in der Hütte lesen ließ.[135] Sonnenfeldt wiederum glaubt, dass sein englischer Wortschatz deshalb immer größer geworden sei, „weil Norman Wormleighton, unser Englischlehrer, uns ganze Seiten aus dem New Oxford Concise Dictionary auswendig lernen ließ.“[114]

## Schüler
Die wichtige Funktion, die die Bunde Court School – ebenso wie die anderen Schulen im Exil – für das Überleben der meist jüdischen Flüchtlingskinder hatte, darf den Blick darauf nicht verstellen, dass diese Schulen vorwiegend nur von Kindern aus gutsituierten Elternhäusern besucht werden konnten. Daran ändert auch die Tatsache nichts, dass die Schule ihrerseits versuchte, auf Teile des Schulgeldes zu verzichten oder dafür Spender zu finden. Ein Wandel dieses sozialen Milieus wurde in Bunce Court durch die Kindertransporte eingeleitet. Die Kinder, die auf diesem Wege Aufnahme fanden, „hatten einen ganz anderen kulturellen und religiösen Hintergrund als die Schüler, die bereits in Bunce Court waren und meistens aus jüdischen ‚Oberschichtfamilien‘ kamen.“ Sehr eindringlich beschreibt Sonnenfeldt den für ihn mit diesen Neuankömmlingen verbundenen „Kulturschock“: „Abgesehen von den Bettlern, die bei uns in Gardelegen an der Haustür geläutet hatten, kam ich hier zum ersten Mal in engen Kontakt mit Juden aus Osteuropa, die die Kultur des «Schtetl» und ihre orthodoxe Religion mitbrachten. Ihr Benehmen und ihr Aussehen unterschieden sich deutlich von meinem. Obwohl meine Mutter spät im Leben praktizierende Jüdin geworden war und mein Vater eine tolerante Einstellung hatte, fiel es mir schwerer, mit den redegewandten Ostjuden umzugehen, als mit den zurückhaltenden Engländern.“
Auf das Zusammenleben in der Schule haben diese sozialen Unterschiede offenbar keinen Einfluss gehabt. Hier überwog das Gefühl, einer Not- oder Schicksalsgemeinschaft anzugehören, und aus ihr heraus haben sich viele bemerkenswerte Karrieren entwickeln können. Einige sollen nachfolgend kurz skizziert werden – eine verschwindende Minderheit bei etwa 900 Schülern, die während der Jahre ihres Bestehens die Bunce Court School besucht haben. Die Auswahl ist notgedrungen dadurch geprägt, dass sie nur auf Personen zurückgreifen kann, die nach ihrem Schulbesuch qua Studium oder besonderen Fähigkeiten eine hervorgehobene gesellschaftliche Stellung eingenommen haben; über die vielen Ehemaligen, die „normale“ Berufe ergriffen haben, Krankenschwestern oder Lehrer geworden sind, liegen kaum brauchbare Informationen vor. Und auch das fällt auf: Trotz des betont koedukativen Charakters der Bunce Court School gibt es so gut wie keine Erinnerungen ehemaliger Schülerinnen, und auch in der nachfolgenden Zusammenstellung bleiben sie die Ausnahme.

### Schüler der Vorkriegs- und Kriegsjahre
- Frank Auerbach ist ein bekannter englischer Maler geworden.
- Walter Bloch (* 1928 in München) ist der Sohn von Erich Bloch und dessen zeitweiliger Ehefrau Paula Friedmann (* 1902 München; † 1993 England). Beide Elternteile lebten nach ihrer Trennung in räumlicher Nähe am Bodensee, so dass Walter, der bei seiner Mutter lebte, auch weiterhin Kontakt zu seinem Vater halten konnte, der ab 1933 einen Bauernhof betrieb. Nach dem 9. November 1938, dessen Auswüchse dem knapp zehnjährigen Walter weitgehend verborgen bleiben, zog die Mutter mit ihm zusammen zu ihrem Vater in München. Dort bekam sie Anfang Dezember Besuch von ihrem Bruder Fridolin Friedmann, der Paula Bloch drängte, ihren Sohn aus Deutschland rauszuschaffen. Fridolin Friedmann sorgte dafür, dass Walter in einem Kindertransport nach England mitreisen durfte, und ein in London lebender Cousin von Erich Bloch erklärte sich bereit, ein Jahr die Kosten für Walters Besuch der Bunce Court School zu übernehmen.
Am 6. Januar 1939 verließ Walter Bloch mit einem Kindertransport von München aus Deutschland und landete als erstes im Auffanglager Dovercourt. Er wurde von dort aus nach Bunce Court gebracht und gehörte bald zu Kindern, die von Gwynne Angell (Badsworth) in Chilham betreut wurden. Auch er outete sich als ein kindlicher Verehrer von ihr.
Walter berichtete viele angenehme Erinnerungen aus seiner Zeit an der Schule. Probleme bereitete ihm nur der eingeschränkte Kontakt zu seiner Mutter, die es zwar auch noch geschafft hatte, nach England zu emigrieren, die aber aufgrund ihres niedrigen Einkommens als Dienstmädchen nicht in der Lage war, ihm öftere Besuche bei ihr oder ihr bei ihm zu ermöglichen. Walters Erinnerungen an das Leben, das seine Mutter in England als Dienstmädchen führen musste, zeichnen ein eindrückliches Bild davon, wie unter dem Deckmantel der vorgeblichen Hilfsbereitschaft eine gnadenlose Ausnutzung der prekären Situation von Flüchtlingen praktiziert wurde.
Nach dem Ende des Zweiten Weltkriegs bestand Walter erfolgreich die Prüfung für das School Certificate und erlangte so die Studienberechtigung. Er arbeitete tagsüber in einem Labor und absolvierte parallel dazu ein Abendstudium in Chemie. Seine Mutter konnte aufhören, als Dienstmädchen zu arbeiten, und machte eine Ausbildung zur Krankenschwester in einem Heim für geistig Behinderte. Mutter und Sohn beschlossen, nicht mehr nach Deutschland zurückzukehren, sondern in Großbritannien zu bleiben. Walters Vater, Erich Bloch, der 1939 nach Palästina ausgewandert war, kehrte Ende der 1960er Jahre wieder nach Deutschland zurück und lebte fortan in Konstanz. Viele Freunde und Verwandte der Familie wurden Opfer der nationalsozialistischen Verbrechen.[138]
Walter Blochs Erlebnisse während des Kindertransports und an der Bunce Court School bildeten einen Teil der Vorlage für Linda Winterbergs Roman Solange die Hoffnung uns gehört.
- Eric Bourne (* 8. Juli 1924 – † 3. Juni 2014 in London) hieß ursprünglich Ulli Borchard und war neben Leslie Baruch Brent einer derjenigen, denen Anna Essinger kurz vor der Schließung der Schule deren Leitung übertragen wollte.[96] Was er damals abgelehnt hatte, wurde ihm später zum Beruf. Er war von 1959 bis 1961 der erste Heimleiter des Pestalozzi Kinderdorfs in Sedlescombe East Sussex.[139] Die ersten Kinder und Jugendlichen in Sedlescombe waren 8 Jungen aus deutschen DP-Lagern, denen bald weitere Kriegsopfer aus Europa folgten.[140] Inspiriert von seinen Erfahrungen mit Anna Essinger und der Bunce Court School war Eric Bourne für deren Betreuung verantwortlich.[141]
Eric Bourne war als Neunjähriger Teilnehmer der Umsiedelung von Herrlingen nach Kent. Seinen Schulabschluss machte er an der Bunce Court School. Um nach Ausbruch des Zweiten Weltkriegs der Internierung als feindlicher Ausländer zu entgehen, arbeitete Bourne auf Bauernhöfen. 1943 trat er der britischen Armee bei, aus der er mit dem Rang eines Leutnants entlassen wurde. Er absolvierte ein Geschichtsstudium am Queen Mary College der University of London, wo er sich auch in Studentenvereinigungen engagierte. Nach dem Studium arbeitete er mit vertriebenen oder benachteiligten Jugendlichen, zuerst in Essex und dann als Leiter des neu gegründeten Pestalozzi Kinderdorfes. 1961 wurde er für sieben Jahre „County Youth Officer“ für Derbyshire. Seine Arbeit hier entwickelte sich zu einem national stark beachteten Modell der Jugendarbeit. 1968 trat Bourne als Inspektor für Weiterbildung in die „Inner London Education Authority“ (ILEA) ein und begann damit die produktivste und bedeutendste Zeit seiner Karriere. Mit einem Team von Beratungslehrern entwickelte er Lernmaterialien und Lernstrategien für Jugendliche, denen das akademisch orientierte Schulcurriculum keine befriedigende Perspektive bot. Er engagierte sich ebenfalls in der Weiterbildung von akademisch nicht vorgebildeten Erwachsenen, um denen einen Hochschulzugang zu ermöglichen. Die Arbeit der ILEA wurde durch die Thatcher-Regierung beendet, und Eric Bourne schied 1985 aus dem aktiven Berufsleben aus.[142]
Zusammen mit Leslie Baruch Brent hat Eric Bourne viele Kurzartikel über die Bunce Court School verfasst, häufig Nachrufe, und war auch gelegentlich interviewter Zeitzeuge, so zum Beispiel in dem Artikel Revealed: the wartime school that saved lives (siehe Weblinks).
- Leslie Baruch Brent, geboren als Lothar Baruch, kam mit einem Kindertransport nach England und fand in Dovercourt Anschluss an die Bunce Court School. Er ist ein bekannter Immunologe und Zoologe, der in seiner Autobiografie Ein Sonntagskind? – Vom jüdischen Waisenhaus zum weltbekannten Immunologen sehr umfassend auch sein Leben an der Bunce Court School beschrieben hat. Er änderte seinen Namen in Leslie Brent nachdem er sich, wie einige andere Ehemalige der Bunce Court School auch, freiwillig zur britischen Armee gemeldet hatte und im Kampf gegen Nazi-Deutschland eingesetzt wurde. Die Namensänderung sollte ihm im Falle einer Gefangenschaft ersparen, als deutscher Jude erkannt zu werden.[143]
Brent, dessen Familie von den Nazis ermordet wurde, erhält 1998 zufällig Einblick in Dokumente, die Aufschluss über die Deportation seiner Schwester Eva-Susanne gaben. Dadurch wurde für ihn nach so vielen Jahren „ihr Schicksal so greifbar; es war erschütternd. Nachdem mich diese Papiere so unerwartet mit meiner Vergangenheit in Berührung brachten, wurde mir plötzlich etwas klar: Ich schämte mich, dass ich meinen hebräischen Namen, der mich doch mit meiner Familie verband, in England abgelegt hatte. Hatte ich sie so nicht im Stich gelassen? Kurz darauf luden meine Frau Carol und ich unsere besten Freunde zu einem feierlichen Abendessen ein. Ich erklärte ihnen allen, dass ich einen wichtigen Teil meines Namens wieder aufnehmen werde. Und ich erzählte vom Schicksal der Familie Baruch. Seitdem heiße ich Leslie Baruch Brent. Denn meine Vergangenheit ein Teil von mir.“[144]
- Shlomo Elan (auch Ilan) wurde 1922 in Neustadt an der Weinstraße als Fritz Rosenheimer und Sohn eines frühen Zionisten geboren.[145] 1935 musste er nach einer Schlägerei mit dem Sohn des Gauleiters die Schule verlassen und besuchte von da an bis 1937 das Jüdische Landschulheim Herrlingen. Von 1937 bis 1938 war er Schüler am Philanthropin (Frankfurt am Main), bevor er nach einer kurzen Verhaftung Deutschland verließ und an die Bunce Court School ging. Er absolvierte hier eine Gartenbau-Ausbildung und wanderte im Dezember 1939 nach Palästina aus, wo er Schüler der Landwirtschaftsschule Mikwe Israel in Cholon wurde. 1941 trat er der Hagana bei und wurde Mitglied der Palmach. 1943 beteiligte er sich an Geheimaktionen hinter den deutschen Linien und brachte illegale Immigranten nach Palästina, bevor er 1944 Mitglied der Jüdischen Brigade wurde und am Vorstoß der britischen Armee nach Dachau beteiligt war. Zwischen 1946 und 1947 organisierte er von Europa aus Waffen- und Munitionstransporte nach Palästina und ebenso Transporte illegaler Immigranten. 1947 kehrte er nach Palästina zurück und übernahm in einem Kibbuz die Verantwortung für die Baumschule und die Gärten.
1958 wurde er Verwalter einer Versuchsstation für Vieh- und Pferdezucht. Er begann sich mit dem organischen Pflanzenschutz zu beschäftigen, wurde Beamter im Landschaftsministerium und erhielt 1965 ein Stipendium zum Studium der Geographie an der Universität Haifa, wo er 1973 einen Master-Abschluss erreicht. Trotz seiner fortschreitenden Erblindung und seiner Pensionierung im Jahre 1976 engagierte er sich weiter für die Pflanzenzucht nach den Prinzipien des organischen Landbaus und besuchte die Anthroposophische Versuchsanstalt in Darmstadt.[146][147]
Shlomo Ilan ist der Verfasser eines Geleitwortes zu Lucie Schachnes Buch über das Jüdische Landschulheim Herrlingen. Darin bezeichnete er sich 1985 als „Landespfleger in Galiläa“. In ihrer nachfolgenden Vorbemerkung hebt Schgachne Ilan als Anreger zu diesem Buch hervor.[148]
- Thilde Fraenkel, geboren 1923 in Ulm als Thilde Weil, besuchte von 1934 bis 1937 das Jüdische Landschulheim Herrlingen. 1937 verließ sie Deutschland und besuchte fortan bis 1942 die Bunce Court School. Im Anschluss daran absolvierte sie in London einen Lehrgang für Heilgymnastik und Massage.[149] Sie war verheiratet mit Ernst Fraenkel (* 19. Mai 1923 in Breslau – † 13. November 2014 in London), den sie noch aus ihrer Schulzeit in Herrlingen her kannte. Ernst Fraenkel war ein wichtiger Unterstützer der Wiener Library.[150]
- Die Geschwister George
Frank George (* 1921 in Breslau) und seine Schwester Renée (geboren 1924), Kinder von Manfred George und seiner Frau Jeanette, gehörten zu den 65 Kindern, die 1933 den Umzug von Herrlingen nach England mitmachten. Frank George wurde Architekt in Stamford (Connecticut), Renée, verheiratete O’Sullivan[151] lebt in New York und ist unter anderem bekannt für ihre Landschaftsmalerei und ihre Buchillustrationen.[152]
- Gerard Hoffnung war ein deutsch-britischer Karikaturist und Musiker, der über die Kindertransporte an die Bunce Court School gekommen war, wo sein Onkel Bruno Adler zeitweilig unterrichtete. Gerard Hoffnung „ist vor dem Krieg für relativ kurze Zeit in Bunce Court gewesen. Die Schule hatte Probleme, mit diesem höchst exzentrischen jungen Mann umzugehen. der gerne mit nach draußen baumelnden Beinen auf den Fensterbänken des 2. Stockwerks saß und zu jeder Tageszeit Jazz auf seinem Saxophon spielte. Durch diese und ähnliche Verhaltensweisen machte er sich bei einigen Lehrern nicht sonderlich beliebt.“[53]
- Harold Jackson, ein späterer Journalist des Guardian, war ein englischer Schüler der Bunce Court School, die er ab 1943 besuchte. Sein 2003 im Guardian erschienener Artikel Anna’s children, der nach dem damaligen Ehemaligen-Treffen geschrieben worden war, ist eine vielzitierte Quelle über die Bunce Court School.
- Walter Kaufmann (1924–2021) kam im Januar 1939 nach England und wurde von einem Verwandten in der Bunce Court School untergebracht, wo er etwa achtzehn Monate verbrachte. Danach folgte die Internierung als feindlicher Ausländer in einem Internierungslager in Huyton, bevor er auf der Dunera nach Australien deportiert wurde. Er kam dort zunächst ins Lager Hay (New South Wales) und anschließend ins Lager Tatura in Victoria (Australien).[153] Nach seiner Freilassung diente er von 1942 bis 1946 als Freiwilliger in der australischen Armee. Er blieb auch danach noch in Australien, veröffentlichte hier sein erstes Buch, und übersiedelte 1957 in die DDR.[154]
- Die Geschwister Loval (Löbl)
Werner M. Loval wurde am 27. April 1926 in Bamberg als Werner Löbl als Sohn einer Bamberger jüdischen Kaufmannsfamilie geboren. Er und seine Schwester Erika (* 7. August 1924)[155] kamen mit einem Kindertransport nach England und dann an die Bunce Court School.[156] Noch während des Zweiten Weltkriegs konnten die Geschwister zu ihren Eltern reisen, die in der Zwischenzeit Visa für Ecuador erhalten hatten. Werner M. Loval zog später in die USA und ließ sich schließlich in Israel nieder, wo er eine lange und erfolgreiche Karriere im diplomatischen Dienst des Landes begann.[157] Sein Buch We Were Europeans beruht in seinem Bunce-Court-Teil auch auf den Tagebuchaufzeichnungen seiner Schwester Erika.[158]
- Frank Marcus war ein britischer Dramatiker und Theaterkritiker.
- Thomas Mayer (* 18. Januar 1927 in Wien; † 12. Juni 2015) war ein amerikanischer Ökonom, der als Professor an mehreren Universitäten der USA gelehrt hat. Die Familie konnte Ende 1938 nach England emigrieren. 1942 wurde Thomas Mayer, der zuvor zwei andere englische Schulen besucht hatte, von seinem Vater auf die Bunce Court School geschickt, die zu dieser Zeit in Trench Hall untergebracht war. „Es war ein bemerkenswerter Ort. Es gab nicht nur eine erstklassige Klassenzimmererziehung, sondern sie bot, was so wenige Schulen tun, eine höchst intellektuelle Atmosphäre. Die Schüler waren interessiert und in der Tat begeistert von dem, was sie lernten. Außerdem waren unsere intellektuellen Interessen nicht auf das Klassenzimmer-Lernen begrenzt, sondern umfassten Politik, Literatur und Kunst. Angesichts der Auswirkungen, die die politischen Ereignisse auf unser Leben hatten, ist es nicht verwunderlich, dass wir sehr politisch waren. Mindestens ein anderer Ökonom, Lucien Foldes von der LSE, ist aus diesem intellektuellen Schnellkochtopf hervorgegangen.
Diese Schule hatte eine enorme Wirkung auf mich. Was wäre aus mir geworden, wäre ich nicht dort hingegangen? In der vorherigen Schule war unsere normale Aktivität auf dem Niveau eines Spiels mit Spielzeugsoldaten, und hier wurde über den Wiederaufbau in der Nachkriegszeit diskutiert. Ich habe diese Atmosphäre mit großer Freude erlebt. Ich war in meinem Element. Die meisten Studenten waren Sozialisten, und ich entwickelte eine sozialistische Begeisterung, die die der meisten anderen übertraf. Mein Leben konzentrierte sich auf politische Argumente.“[159]
Thomas Mayer, der nur bis 1944 auf der Schule blieb, bevor er zusammen mit seinem Vater England verließ, um in New York mit der Mutter zusammenzutreffen, beschreibt, wie er, obwohl Ökonomie kein Schulfach war und keiner seiner Lehrer Interesse an dieser Thematik hatte, trotzdem hier seine Liebe zur Ökonomie entdeckte und sich durch die Klassiker wie Marx, Engels, Adam Smith und die Fabier zu wühlen begann. Seinen Kulturschock erlebte er dann in den USA. „Hier gab es ein kapitalistisches System, das sich radikal von dem zu unterscheiden schien, das mir bekannt war. […] Meine Ansichten änderten sich langsam von sozialistisch zu liberal und letztlich zu ziemlich konservativ.“[160]
- Die Geschwister Meyer
  - Anne-Marie Meyer (* 17. Juli 1919 in Berlin – † 11. Oktober 2004 in London) war eine Essayistin und Historikerin, kam 1933 zusammen mit ihren Brüdern Peter und Thomas nach London, wo ihr Vater nach seiner Scheidung lebte. Die Geschwister besuchten die Bunce Court School, wo Anne-Marie 1936 ihren Schulabschluss erlangte. Sie konnte keine Hochschulausbildung finanzieren und ließ sich zur Sekretärin ausbilden. Von 1937 an arbeitete sie am Warburg Institute in London. Von 1939 bis zu ihrem Ruhestand 1984 war sie Institutssekretärin und Kanzlerin. Obwohl sie für die administrativen Aufgaben zuständig war, erwarb sie sich ein breites wissenschaftliches Wissen, insbesondere in Bezug auf die klassische Musik und die Geschichte des Warburg-Instituts. Ihre wissenschaftliche Kompetenz, die Kenntnis von vier Sprachen und die redaktionellen Fähigkeiten erwiesen sich als unschätzbar für die Herausgabe des Institutsjournal und von Monographien. 1983 wurde Meyer mit dem Order of the British Empire ausgezeichnet, 1984 wurde sie Ehrenmitglied des Instituts.[161]
Ulrich Raulff erinnert sich an Anne-Marie Meyer folgenderweise: Ein sehr spezielles Stück Alteuropa saß in der linken Herzkammer des Warburg Institute. In der Herzkammer stand Aby Warburgs legendärer Zettelkasten, links und rechts je ein Schreibtisch. Links saß Anne Marie Meyer, rechts ich, wenn ich sie besuchte. Seit ihrer Flucht aus Deutschland 1938 lebte und arbeitete Anne Marie am Institut. Sie war die Assistentin von Gertrud Bing gewesen, später die Vertraute von Arnaldo Momigliano, jetzt war sie die Seele des Archivs. Es gab praktisch nichts, was sie nicht wusste, und was sie wusste, wusste sie genau. Sonst hätte sie es lieber gar nicht gewusst. Ungenauigkeit verahscheute sie wie der Teufel das Weihwasser. Aber sie war immer bereit, denen, die es nicht so genau wussten, nach Kräften zu helfen. Außerdem konnte sie Warburgs Handschrift zu drei Vierteln oder vier Fünfteln entziffern; alle anderen schafften bestenfalls die Hälfte.[162]
  - Peter Morley, geboren als Franz Peter Meyer, Anne-Marie Meyers Bruder,[163] (* 26. Juni 1924 in Berlin; † 23. Juni 2016 in Aylesbury, Buckinghamshire), war ein britischer Filmemacher und Fernsehproduzent. 1943 ging er zur britischen Armee und wechselte aus denselben Gründen wie Leslie Baruch Brent (siehe oben) seinen Namen.[164] Sein erster Film, Once upon a Time (1947) über die Bunce Court School, wurde oben schon erwähnt. Im Jahr 1969 wurde ihm der Verdienstorden Order of the British Empire (OBE) verliehen.[164] Seine Autobiografie A Life Rewound. Memoirs of a freelance Producer and Director.[165] wurde in einer verkürzten – inzwischen aus dem Netz genommenen – Fassung 2008 als Online-Publikation präsentiert und dann 2010 gedruckt.[163]
  - Thomas Morley (* 18. Januar 1922 in Berlin; † 1997) ist der Dritte der Meyer-Geschwister und wechselte zusammen mit seinem Bruder Peter seinen Namen.[164]
- Michael Roemer (* 1. Januar 1928 in Berlin)[166] ist ein amerikanischer Filmemacher und Professor an der Yale University. Der Absolvent der Harvard University (1949) kam 1939 mit einem Kindertransport nach England und in der Folge an die Bunce Court School. 1945 konnte er in die USA einwandern.[167]
In einem Interview zu seinem Film Komplott gegen Harry, einer Komödie über einen kleinen jüdischen Ganoven, wird er auf die Seelenverwandtschaft zwischen ihm, dem Harvard-Absolventen und Yale-Professor, und dem Ganoven Harry Plotnick angesprochen. Darauf Roemer: „Harrys Passivität und sein tiefer Fatalismus entstammen meiner eigenen Erfahrung. Als ich elf Jahre alt war, drückte man mir einen Koffer in die Hand und setzte mich in einen Zug. Von da an war mein Leben ständig von Kräften bestimmt, die ich nicht beeinflussen konnte. Dieses Gefühl habe ich heute noch. Wenn jetzt ein Taxi hier in die Hotelhalle rasen würde, wäre ich kaum überrascht und würde wahrscheinlich sagen: ‚Ist es nicht erstaunlich, daß das nicht schon gestern passiert ist!‘“[168]
- Rainer Schülein (* 1930 in München; † Juli 2015) stammte aus der Familie der ehemaligen Löwenbräu-Besitzer, die von den Nationalsozialisten enteignet worden waren. Rainer Schüleins Vater Max war ein Münchener Chirurg, seine Mutter Edith hatte Bühnenbild und Kunstgewerbe studiert. Dem Judentum fühlte sich die Familie kaum verbunden.
Nach der Reichspogromnacht kümmert sich Max Schülein um die Auswanderung der Familie, doch bevor es dazu kommen konnte, starb er im Februar 1939 an den Folgen einer Lungenentzündung. Rainer Schülein erlebte die zunehmende Ausgrenzung der Juden aus dem Alltagsleben und musste schließlich eine jüdisch-orthodoxe Schule besuchen. Derweil bemühte sich seine Mutter um eine sichere Zukunft für ihren Sohn im Ausland. Ein New Yorker Verwandter erklärte sich bereit, für Rainers Schulgeld aufzukommen, und damit war ihm ein Platz in der Bunce Court School sicher, zu der die Mutter über einen englischen Bekannten Kontakt aufgenommen hatte. Am 5. Juli 1939 verließ Rainer Schülein mit einem Kindertransport München.
Rainer Schülein hatte viele positive Erinnerungen an die Schule und ihre Lehrer und entdeckte dort seine Liebe zur Musik. Auf Vermittlung von Anna Essinger erhielt er Unterricht von Erich Katz und studierte nach dem Zweiten Krieg Querflöte an der Guildhall School of Music and Drama und wurde ein bekannter Musiker. Seine in Deutschland zunächst untergetauchte und dann doch aufgrund einer Denunziation 1944 ins KZ Theresienstadt eingelieferte Mutter traf er erstmals 1948 in Deutschland wieder.[169]
- Die Brüder Sonnenfeldt kamen 1938 an die Bunce Court School. Beide gingen später in die USA und machten dort auf unterschiedlichen Wegen Karriere.
  - Helmut Sonnenfeldt (* 13. September 1926 in Berlin; † 18. November 2012 in Chevy Chase (Maryland)) war ein US-amerikanischer Regierungsbeamter und enger Mitarbeiter von Henry Kissinger.
  - Richard W. Sonnenfeldt (* 3. Juli 1923 in Berlin; † 9. Oktober 2009 in Port Washington (New York)) war ein US-amerikanischer Ingenieur und Autor, der entscheidenden Anteil an der Entwicklung des Farbfernsehens hatte. Bereits mit 22 Jahren wurde er Chefdolmetscher der amerikanischen Anklage bei den Nürnberger Prozessen und übersetzte unter anderem die Verhöre von Hermann Göring, Rudolf Höß und Rudolf Heß, der Generäle Halder, Wilhelm Keitel und Alfred Jodl.[170]
- Peter Stoll. Biografische Daten über ihn sind nicht bekannt, aber seine Erwähnung bei Leslie Baruch Brent zeigt, dass es an der Schule – wie auch im Falle von Gerard Hoffnung – auch Schüler gab, die in das betont liberale Klima nicht einzubinden waren oder sich nicht einbinden wollten. „Einige wenige, wie mein Freund Peter Stoll, der sich selbst als Trotzkist bezeichnete und als eine Art Rebell und Außenseiter galt, waren ebenfalls nicht glücklich. Seine sehr spezielle Persönlichkeit hat bei einigen Lehrern keinen Anklang gefunden. Diese wünschten sich neben intelligenten Kindern nämlich auch, dass sie ihrem Bild von einem kultivierten und interessanten Menschen entsprachen. Aber mit der Art von Vorgeschichte, die viele von uns in einem von den Nazis kontrollierten Mitteleuropa geprägt hat, wäre es erstaunlich gewesen, wenn wir uns alle problemlos an das Schulleben in einem fremden Land angepasst hätten.“[171]
- Michael Trede (* 10. Oktober 1928 in Hamburg; † 11. Mai 2019 in Mannheim) war ein deutscher Chirurg, Hochschullehrer und ehemaliger Direktor der Chirurgischen Klinik des Klinikums Mannheim der Universität Heidelberg. In dem Beitrag Leslie Brent and the Mysterious German Surgeon (Leslie Brent und der geheimnisvolle deutsche Chirurg) beschreibt Thomas E. Starzl wie es nach Jahrzehnten dazu kommen konnte, dass die früheren Schulfreunde aus ihrer Zeit an der Bunce Court School wieder in Kontakt zueinander kamen.[172]

### Die Holocaust-Überlebenden
Mit Fridolin Friedmann kamen von der Millisle Farm Kinder und Jugendliche an die Schule, die völlig andere Lebenserfahrungen hinter sich hatten, die geprägt waren von den Gräueln der Konzentrationslager. Die damit verbundenen Herausforderungen – für die Lehrenden ebenso wie für die bisherigen Schüler – wurden oben schon thematisiert. Ausführlicher als bei Hanna Bergas werden diese Schwierigkeiten von Martin Gilbert am Beispiel einer früheren Wirkungsstätte von Fridolin Friedmann, Wintershill Hall in der Nähe von Southampton beschrieben. Doch trotz mancher Schwierigkeiten: Viele dieser Schüler (es waren nur Jungen) haben den Weg zurück in ein normales Leben gefunden. Von der Gruppe an der Bunce Court School ist nur von einigen ihr weiterer Lebensweg bekannt:
- Erwin Buncel (* 31. Mai 1931; † 19. Dezember 2018)[174] wurde Chemieprofessor an der Queen’s University in Kingston (Ontario). Sein dort veröffentlichter Lebenslauf beginnt mit seinem 1954 erworbenen Bachelor of Science (B.Sc.).[175] Ausführlicher ist sein Vorleben auf einer Webseite des USHMM dokumentiert. Er hat mehrere Konzentrationslager überstanden und wurde 1945 aus dem KZ Mauthausen befreit und kehrte in die Tschechoslowakei zurück. Nachdem Versuche scheiterten, nach Palästina auszuwandern, gelang es ihm im März 1946 mit einem Kindertransport von Prag aus nach England zu kommen. In der Nähe von Manchester lernte er zunächst Englisch, bevor er für zwei Jahre an die Bunce Court School kam.[176] Es gibt keine Hinweise darauf, dass er zu der Jungen-Gruppe gehörte, die mit Fridolin Friedmann zusammen von Millisle Farm an die Schule kam, er gehört auch nicht zu den 732 Jugendlichen, deren Geschichte Martin Gilbert erzählt.
Nach seinem Schulbesuch hat Erwin Buncel an der University of London studiert und ging nach seinen Examen als Postdoktorand zunächst an die University of North Carolina, bevor er über weitere Stationen schließlich Professor in Kingston wurde.
- Samuel Oliver wurde von Hanna Bergas erwähnt, der auf dem Wege war, in Oakland Rabbiner zu werden.[177] Über dessen Existenz lassen sich keine verwertbaren Informationen finden. Merkwürdig ist allerdings, dass Leslie Baruch Brent einen fast namensgleichen
- Samuel Oliner aus der Gruppe der Holocaust-Überlebenden anführt. Dieser sei Leiter des Altruistic Personality and Prosocial Behavior Institutes an der Humboldt State University in Arcata gewesen. Ob es sich bei Samuel Oliver und Samuel Oliner um die gleiche Person handelt, lässt sich nicht feststellen. Die Biographie von Samuel Onliner aber ist relativ gut dokumentiert. In einem längeren Artikel hat er selber seine Überlebensgeschichte im von den Deutschen besetzten Polen beschrieben,[178] erweckt dort aber zugleich den Eindruck, als sei er direkt in die USA emigriert und dort Soziologe geworden (von einer Rabbiner-Ausbildung ist ebenfalls keine Rede). Im USHMM gibt es allerdings ein paar weitergehendere Informationen. Demnach floh er über Polen in die Tschechoslowakei, landet in einem DP-Lager, emigrierte von da aus nach England und 1950 in die USA.[179]
Die bemerkenswerte Überlebensgeschichte von ihm, der unter polnischen Bauern überlebt hat, ist vor vielen Jahren in einer Fernsehdokumentation thematisiert worden. Er etablierte das Altruistic Personality and Prosocial Behavior Institute, um den Charakter und die Motivation jener Menschen zu studieren, die unter Gefahr für ihr eigenes Leben anderen (so auch ihm) geholfen haben zu überleben. Aus dieser Arbeit hervorgegangen ist das Buch The Altruistic Personality: Rescuers of Jews in Nazi Europe[180]
- Wilem William Frischmann war ungarisch-jüdischer Herkunft, er wurde im Januar 1931 in Uschhorod geboren, das damals zur Tschechoslowakei und ab 1938 zu Ungarn gehörte, heute zur Ukraine. Nach Martin Gilbert gehört er zu den Jungen, die zusammen mit Fridolin Friedmann von der Millisle Farm an die Bunce Court School kamen.[94] Er war damals 15 Jahre alt. Frischmann wurde ein erfolgreicher Bauingenieur und verantwortlicher Konstrukteur markanter Londoner Bauwerke wie dem Centre Point-Hochhaus, dem Tower 42 und Drapers Gardens. Seine Tochter ist Justine Frischmann.

## Filme
- Once Upon a Time ist ein Dokumentarfilm des ehemaligen Bunce-Court-Schülers Peter Morley (Peter Meyer) aus dem Jahre 1947.[183]
- Annas Kinder ist ein 1994 von dem österreichischen Regisseur Peter Schubert produzierter Dokumentarfilm über die Bunce Court School und ihre (Vor-)Geschichte.[184]

## Literarische Aufarbeitung
- Walter Kaufmann, der im Januar 1939 mit einem Kindertransport nach England kam und von einem Verwandten an der Bunce Court School angemeldet wurde, hat in mehreren seiner Bücher über seinen achtzehnmonatigen Aufenthalt dort bis zu seiner Internierung im Jahr 1940 geschrieben.
  - Im Fluss der Zeit. Auf drei Kontinenten. Dittrich Verlag, Berlin 2010, ISBN 978-3-937717-45-6.
  - Schade, dass du Jude bist. Kaleidoskop eines Lebens. Prospero Verlag, Münster und Berlin 2013, ISBN 978-3-941688-47-6.
  - Die meine Wege kreuzten. Begegnungen aus neun Jahrzehnten. Quintus-Verlag, Berlin 2018, ISBN 978-3-947215-24-9.
- Linda Winterberg (Nicole Steyer): Solange die Hoffnung uns gehört. Aufbau Taschenbuch, Berlin 2017, ISBN 978-3-7466-3289-6. (Auf der Basis sehr präziser Recherchen und anhand von Romanfiguren, die realen Personen nachempfunden sind (Eva Heymann, Walter Bloch und andere) gestaltet die Autorin einen Roman, der das Leben an der Bunce Court School nachvollziehbar werden lässt)[185]